# 베네딕트 아널드
베네딕트 아놀드(영어: Benedict Arnold, 1741년 1월 14일 – 1801년 6월 14일)는 미국 독립 전쟁에 참전한 군인이었다. 아놀드는 독립 전쟁 초기에 대륙군 (Continental Army)으로 참전했으나, 대륙군을 배반하고 영국군에 참전했다.
아놀드는 미국 독립 전쟁 초기에 여러 전투에 참전했으나, 승진은 대륙 회의에서 번번히 반려되거나 보류되었으며, 아놀드가 세운 공적들도 다른 장군들이 가로챘다. 또한 여러 정적들로부터 독직죄로 고발당해, 대륙 회의가 그 증언들을 일일이 조사했으나 외려 아놀드는 전쟁 수행을 위해 사비를 털었을 뿐만 아니라, 빚을 지고 있었다는 결과가 드러났다. 일련의 사건들로 불만을 품은 아놀드는 1780년 7월 웨스트포인트 요새를 영국군에게 넘기기 위해, 미국군에게 웨스트포인트 요새의 지휘권을 맡겨달라고 요구했으나, 아놀드가 영국군에게 보낼 예정이었던 편지를 지참하고 있었던 영국군의 존 안드레 소령이 체포되면서 계획이 들통났다. 아놀드는 안드레가 체포되었다는 소식을 접한 뒤 허드슨강을 따라 내려가, 영국군의 수송선 HMS 벌처 호를 통해 탈출했다.
그 후 아놀드는 영국군의 준장으로 임명되어, 연금 360 파운드와 총액 6,000 파운드 이상의 보상금을 탔다. 그 후 영국군의 1부대를 지휘하며 버지니아 식민지 블랜포드나 코네티컷 식민지 고든하이츠에서 싸웠으나, 요크타운 전투을 끝으로 전쟁은 사실상 끝났다. 1782년 겨울, 아놀드는 두 번째 처 마가렛 "페기" 시펜 아놀드와 함께 런던으로 건너갔다. 아놀드 일가는 영국의 조지 3세나 토리당으로부터 환대를 받았으나, 휘그당으로부터는 소외당했다. 1787년, 아놀드는 뉴브런즈윅주의 세인트존에서 자식 리처드, 헨리와 상업 활동을 했다가, 1791년 런던으로 돌아갔고, 1801년 수종(水種)으로 사망했다.
미국에서 베네딕트 아놀드라는 이름은 "배신의 대명사"로 취급받고 있다.

## 어린 시절
아놀드는 1741년 1월 14일, 코네티컷 식민지의 노위치에서 태어났다. 아버지는 베네딕트 아놀드 3세 (1683년 ~ 1761년), 어머니는 한나 워터맨 킹이었으며, 그들 슬하의 6명의 자식 중 베네딕트 아놀드는 두 번째였다. 베네딕트라는 이름은 로드아일랜드 식민지의 지사를 지냈던 증조부와, 아놀드의 형으로 어린 시절에 죽은 베네딕트 아놀드 4세의 이름에서 따온 것이다. 남은 5명 중 3명은 황열병으로 어린 나이에 죽었으며, 베네딕트와 그의 여동생 한나만이 살아남아 성인이 되었다 베네딕트의 외할머니는 각각 미국의 역대 대통령이었던 율리시스 그랜트, 프랭클린 루스벨트, 조지 허버트 워커 부시, 조지 워커 부시의 조상으로 여겨지는 존 라틀롭 (John Lathlop)의 자손이었다.
당시 아놀드의 아버지는 성공한 사업가였으며, 아놀드 일가는 노위치에서 상류층에 속했다. 아놀드는 10살 때 근처의 캔터베리에 있는 사립학교에 입학했다. 그러나 2년 후 아놀드의 형제들이 황열병으로 사망한 뒤, 아놀드의 아버지가 술로 재산을 탕진하여 가세가 기우는 바람에, 14살 때에는 사립학교에 등록금을 낼 수 없게 되었다. 아놀드의 아버지는 알코올 중독으로 건강이 나빠지고 있었기 때문에 아놀드는 가업을 물려받을 수 없었지만, 대신 어머니의 종형제로 노위치에서 약국과 잡화점을 운영해 성공한 대니얼 라틀롭, 조슈아 라틀롭 형제 밑에서 일하게 되었다. 아놀드는 라틀롭 형제 밑에서 7년 간 일했다.
1755년, 아놀드는 프랑스에 맞서는 식민지의 민병대에 자원하려 했으나, 아놀드의 어머니는 그것을 허락하지 않았다. 그러나 1757년, 아놀드는 16세의 나이로 민병대에 입대하여, 캐나다에서 쳐들어오는 프랑스군과 맞서기 위해 올버니와 조지 호수 일대로 진군했다. 프랑스의 침공은 윌리엄 헨리 요새 전투에서 절정에 달했다. 윌리엄헨리 요새에서 영국군은, 몽칼름 자작이 지휘하고 있던 프랑스군에게 대패하여 항복했으나, 프랑스와 동맹을 맺고 있던 아메리카 원주민 부족들은 영국군과 식민지군이 제시한 항복 조건에 대해 불만을 표했다. 이에 영국군은 무기를 비롯한 여러 전리품의 제공을 약속했으나, 이행되지는 않았다. 그 후, 포로가 되어 호송 중이던 180명의 영국군이 학살당했으나, 프랑스 정규군은 이를 저지하지 못했다. 패전 소식과 일련의 사건을 들은 아놀드와 그의 중대는 후퇴해야만 했다. 이는 아놀드가 군대에 입대한 지 13일만이었다. 이 사건은 아놀드에게 프랑스에 대한 증오심을 남겼다. 아놀드가 1758년, 민병대에서 탈출했다는 설이 있으나, 이는 왜곡된 문서를 바탕으로 하고 있는 잘못된 기록임이 밝혀졌다.
1759년 아놀드의 어머니가 사망하자, 아놀드는 알코올 중독에 걸린 아버지와, 어린 여동생을 부양하게 되었다. 게다가 아놀드의 아버지의 알코올 중독은 아놀드의 어머니가 죽으면서 더욱 심해져, 낮에도 술에 취한 상태로 행패를 부리다 여러 번 구속을 당하면서, 교회의 성찬식에도 나가지 못하게 되었다. 아놀드의 아버지는 1761년 사망했다.

## 독립 전쟁 이전의 행보

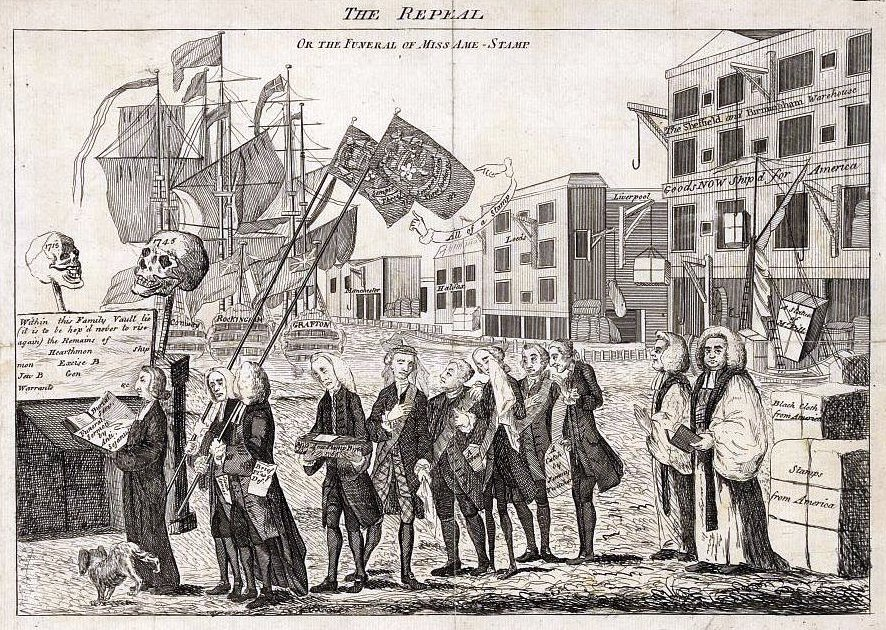
1766년에 그려진 정치 풍자 만화. 인지세법의 철폐를 주장하고 있다.

1762년, 아놀드는 라틀롭 형제의 도움을 받아, 코네티컷 식민지 뉴헤이븐에서 약국과 서점 사업을 벌이기 시작했다. 1763년에는 라틀롭 형제로부터 빌렸던 돈을 모두 갚았으며, 아놀드의 아버지가 채권자들에게 팔아넘겼던 가산들도 되찾았는데, 1764년 아놀드는 그 가산들을 팔아넘긴 뒤, 뉴헤이븐의 상인 애덤 배브콕과 사업장의 공동 경영을 시작했다. 아놀드와 배브콕은 아놀드가 가산들을 팔아넘겨 얻은 돈을 바탕으로 3척의 상선을 산 뒤, 서인도 제도 무역에 뛰어들었다. 그 무렵, 여동생 한나를 뉴헤이븐에 데리고 온 아놀드는, 아놀드 자신이 무역 활동을 하는 사이 약국을 지키도록 했다. 아놀드는 자신이 가진 배 1척을 손수 지휘하는 일이 많았는데, 뉴잉글랜드나 퀘벡주에서 서인도 제도까지의 상로를 따라 무역을 벌였다. 상로를 따라 여행하던 도중 온두라스에 갔을 때, 아놀드는 자신을 "멍청한 미국 놈 (Yankee), 신사의 예절도, 체면도 모르는 녀석!"이라며 모욕한 영국인 선장과 격투를 벌이게 되었는데, 영국인 선장은 아놀드와 총싸움을 할 때 첫 발에 맞은 뒤, 아놀드가 두 번째 총알을 자신에게 조준하며 위협을 가하자 아놀드를 모욕한 것을 사죄했다.
한편, 영국은 1764년 제정한 설탕법과 1765년 제정한 인지세법으로 식민지의 상업 활동을 제한하려 했다. 지세법의 효과가 발동되자 아놀드는 인지세법에 반대하는 동료들 쪽에 가담하였는데, 아놀드는 폭력적인 방법을 사용하는 비밀결사 단체 자유의 아들들에 가입하게 된다. 아놀드는 대중운동에 참여하지 않고, 대부분의 상인들이 그랬던 것처럼 인지세법을 무시하고 밀무역을 통해 상업 활동을 계속했다. 당시 영국 정부가 상인들에게 얹은 막대한 세금으로 뉴잉글랜드 상인들은 곤경에 처해있었는데, 아놀드 자신도 개인파산 상황에 처하게 되어, 16,000파운드의 빚을 지게 되었다. 채권자들은 아놀드가 파산 상태라는 소식을 퍼뜨렸고, 아놀드는 결국 그들에게 법적인 조치를 취해야만 하는 상황에 처했다. 1767년 1월 28일 밤, 아놀드와 그가 가지고 있던 배의 승무원들은 "자유의 아들들"에 가입해 있던 군중들이 에워싼 곳에서, 아놀드의 밀무역 활동을 고발했다는 혐의를 받고 있던 남자에게 상처를 입혔는데, 아놀드는 이 일로 치안을 어지럽힌 죄로 고발당해 50실링의 과태료를 지불했다. 이 사건에 관한 보도 정황이나, 아놀드의 견해 등에서 주민들의 아놀드에 대한 동정심이 컸다는 이유로 가벼운 처벌이 이루어진 것이었다.
1767년 2월 22일, 아놀드는 뉴헤이븐의 보안관으로, 프리메이슨의 회원이 되어 알게 된 새뮤얼 맨스필드 (Samuel Mansfield)의 딸, 마가렛 맨스필드와 결혼했다. 이듬해 장남 베네딕트 아놀드 6세가 태어났으며, 1769년에 리처드, 1772년에 헨리가 차례로 태어났으나, 아내 마가렛은 1775년 6월 19일 사망했는데, 이 시기에 아놀드는 타이콘데로가 요새를 탈취해 그 곳을 거점으로 삼고 있었다. 집안일은 아내 마가렛을 대신해 아놀드의 여동생 한나가 관리하고 있었다. 아놀드는 공동경영자였던 맨스필드와의 관계를 앞세워, 새뮤얼이 가지고 있던 보안관으로서의 지위를 통해 채권자로부터 자신을 지켰다. 1770년 3월 5일에 일어난 보스턴 학살 사건 당시, 아놀드는 서인도 제도에 있었으나, 후에 "큰 충격을 받았다"고 술회했으며, "신이시여, 대륙의 인간은 모두 숨죽여 자유를 포기하고 순종하게 된 것이나이까, 아니면 저 악당들에게 복종하려 하지 않는 철학자가 되고 만 것이나이까"라며 고민했다고 기록했다.

## 미국 독립 전쟁

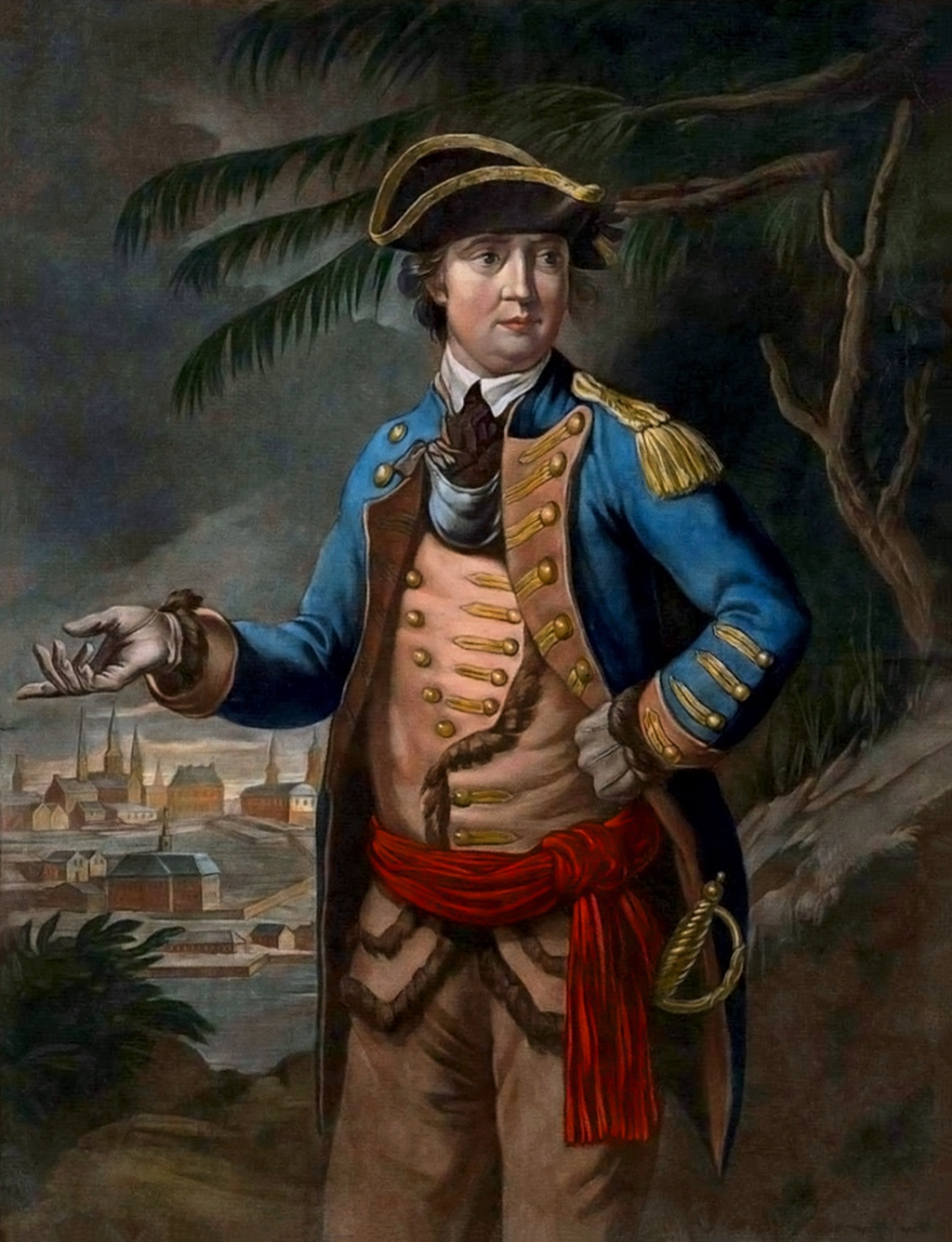
1776년의 베네딕트 아놀드. 당시에는 소령이었다.

1775년 3월, 65명의 뉴헤이븐 시민들이 코네티컷 방위대 2중대를 결성했다. 아놀드는 그 지휘관에 해당하는 대위가 되어, 전쟁에 대비해 중대를 훈련시켰다. 4월 19일, 렉싱턴 콩코드 전투로 영국군과의 전쟁이 시작되었는데, 4월 21일에서야 뉴헤이븐에 그 소식이 전해졌다. 아놀드 중대는 다음날 보스턴에 행군하기 위하여 모였으나, 마을의 행정위원회는 아놀드 중대에게 화약을 넘겨주려 하지 않았다. 아놀드와 데이비드 우스터 (David Wooster) 사이의 대립이 벌어지던 중, 아놀드는 자신보다 연상이었던 우스터를, 어떻게 해서라도 화약을 넣을 것이라며 주장해 설득했다. 결국 화약고가 열렸고, 아놀드 중대는 무장을 완료하고 행군을 개시했다.
행군 도중, 아놀드는 코네티컷 식민지의 의원(議員)으로, 민병대의 소령이었던 새뮤얼 홀덴 파슨스 대령과 만났다. 두 사람은, 혁명군의 대포가 모자라다는 것과, 챔플레인 호의 타이콘데로가 요새에 많은 대포가 있다는 것, 그 요새를 확보하기 위하여 원정대를 파견해야만 한다는 것 등에 대해 이야기를 나누었다. 파슨스는 하트퍼드로 가서, 에드워드 모트 대위가 지휘하는 군대의 결성을 위해 자금을 조달했다. 모트는 당시 뉴햄프셔 특허지로서 소유권을 둘러싼 논쟁이 있었던, 버몬트의 베닝턴에서 활동하는 이선 알렌 (Ethan Allen)와, 알렌이 이끄는 군단인 그린 마운틴 보이스와 손을 잡을 것을 지시했다. 한편, 아놀드와 코네티컷 민병대는 매사추세츠 만 식민지의 케임브리지로 가서, 메사추세츠 안전위원회를 설득하여, 요새를 탈취하기 위한 원정 자금을 지원받을 수 있었다. 5월 3일, 안전위원회는 아놀드를 매사추세츠 민병대의 대령으로 임명하여, 매사추세츠에서 군대를 조직할 몇명의 대위들을 아놀드의 휘하에 붙여 파견했다. 대위들이 병사를 모으는 사이, 아놀드는 서쪽으로 이동하여, 윌리엄즈타운에 도착할 무렵 알렌의 활동에 대해 알게 되었다. 거기서 북쪽으로 옮겨, 5월 9일 캐슬턴에 도착했을 때에는 이미 알렌의 부대가 모여 있었다. 아놀드는 자신의 임관의 합법성을 주장함으로써 원정대의 지휘권을 얻으려 했으나, 알렌의 그린 마운틴 보이스는 이 때 원정대 안에서도 가장 큰 규모의 부대였는데 알렌 이외의 다른 지휘관의 명령을 따르는 것을 거부했다. 결국 알렌과 아놀드 사이의 개인적인 교섭에 따라, 타협점으로서 두 명이 함께 원정대를 이끌게 되었다.

### 타이컨더로가 요새 전투
1775년 5월 10일, 이른 아침의 첫 공격으로, 제대로 된 전투 없이 타이컨더로가 요새가 함락당했다. 그 때, 대륙군의 병사들이 영국군의 요새 수비병보다 수가 많았다는 것은 식민지 쪽에 충격을 주었다. 비록 대륙군은 근처의 크라운 포인트 요새와 조지 요새를 점령했으나, 그 무렵 두 요새의 영국군 수비병 수는 매우 적었다. 두 요새의 점령에 이어서, 알렌의 병사들이 타이콘데로가 요새의 양조장을 기습하였지만 위기에 처했다. 그 무렵 요새의 군수품을 보스턴에서 조달했을 가능성을 고려하여 재고품을 조사하고자 했던 아놀드는 분노했지만, 알렌 일행을 막을 수는 없었다. 대신, 아놀드의 휘하에 있던 대위들이 징집한 병사들이 도착하면서 포획해 온 스쿠너가 있었기 때문에, 아놀드는 몬트리올에서 멀지 않은 세인트존스 요새를 습격하기로 했다. 이 때부터 아놀드는 다수의 포로들을 붙잡았으며, 챔플레인 호수에서는 군함을 포획함으로써 대륙군의 호수 지배를 확실히 했다.
아놀드는 타이컨더로가 요새로 돌아와, 알렌이 자신의 부대를 이끌고 철수하자 그 곳의 지휘권을 넘겨받았다. 그러나 코네티컷의 병사 1,000명을 이끌고 있던 벤저민 하이만 (Benjamin Hyman) 대령이 6월에 도착해, 아놀드 부대를 휘하로 삼아 하이만이 지휘권을 넘겨받게 되었다. 아놀드는 혁명을 위해 벌인 그의 행동이 인정받지 못한 데에 불만을 품고, 자신의 소임에서 물러나 코네티컷의 고향으로 돌아갔다. 이 때 아놀드가 자신의 직무를 버린 반응으로, 아놀드의 군사적 공적과는 관계 없이 대륙 회의의 대의원 중 아놀드를 싫어하게 된 사람이 생기게 되었다. 대륙 회의의 아놀드에 대한 여론은, 아놀드가 적으로 간주한 두 명의 남자가 돌려 본 보고서로 더욱 나빠졌다. 알렌의 부관인 존 브라운과 제임스 이스턴은 매사추세츠와 필라델피아로 가서, 아놀드의 행동에 대해 보고했다. 아놀드의 거동에 관해 그들은 있는대로만 얘기했으나, 아놀드는 그들이 틀림없이 자신을 모함했을 것이라 믿게 되었고, 이는 후에 아놀드와 그들 사이의 분쟁의 씨앗이 되었다.
아놀드가 올버니에 도착할 무렵, 아놀드는 그의 아내가 죽었다는 소식이 담긴 편지를 받았다. 그 무렵 대륙군 북부 방면의 새로운 지휘관으로 취임한 필립 스카일러 (Phillp Schuyler) 장군과의 회담을 가진 후, 아놀드는 뉴헤이븐으로 돌아가 자식들과 만난 뒤 다시 장사를 하기 시작했다. 뉴헤이븐에 머물렀던 이 시기, 아놀드에게 처음으로 통풍 (痛風) 증상이 나타났다.

### 퀘벡 원정

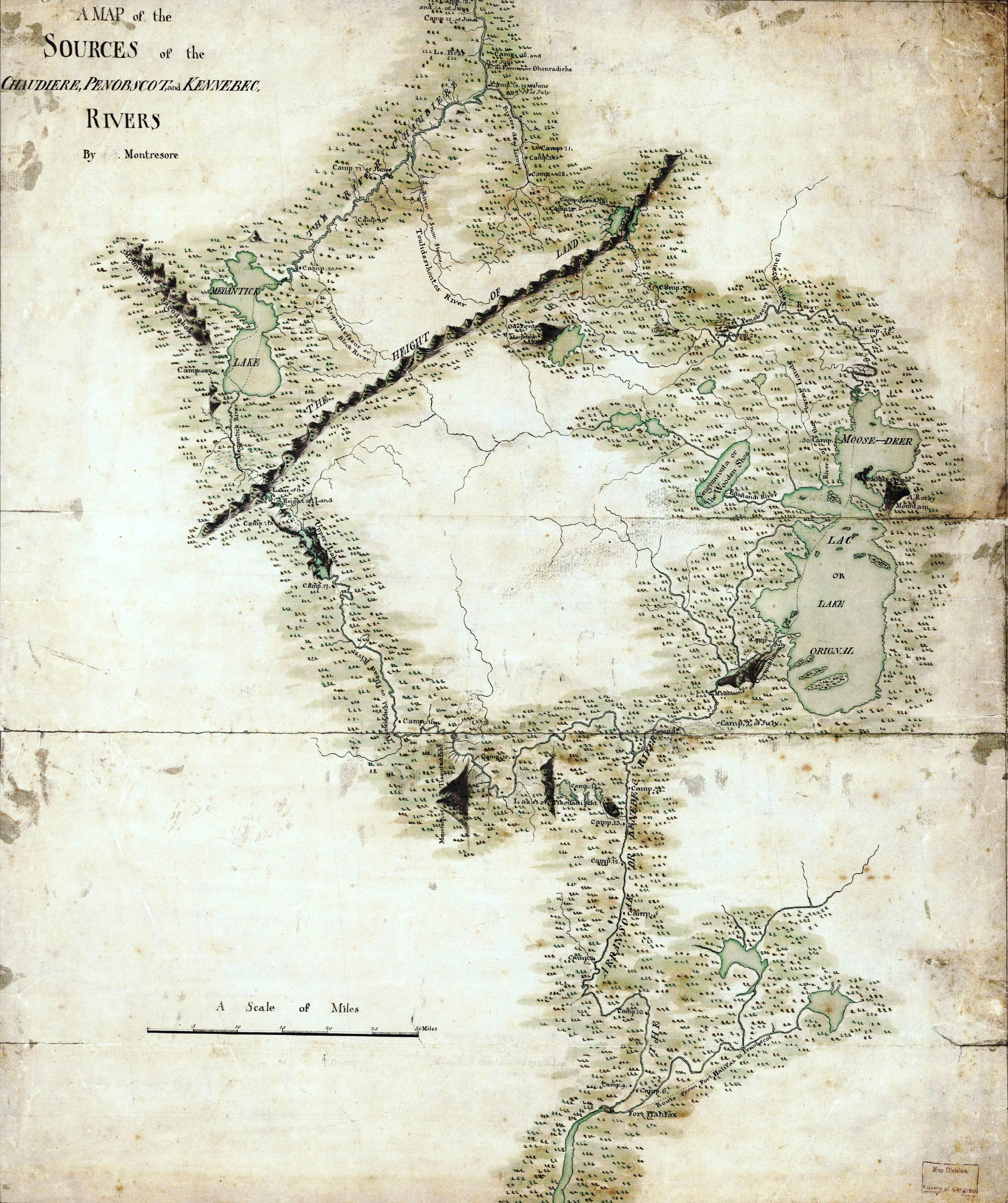
존 몬트레소가 1760년에 그린 지도로, 아놀드가 원정길에 사용했다.

타이콘데로가 요새에 머무를 무렵 아놀드도, 알렌도, 대륙회의에서 수비가 허술했던 영국령 퀘벡을 점령할 것을 제안했다. 그 후 7월, 필립 스카일러 소장에게 챔플레인 호수를 거쳐 캐나다를 침공하는 작전을 세우는 임무가 주어졌다. 그 목적은 뉴욕 북부를 공격할 수 있는 중요한 지대에서 영국군을 쫓아내는데 있었다. 스카일러는 원정대를 이끌고자 했으나, 8월 하순에 원정대가 출발할 무렵 병에 걸렸고, 대신 리처드 몽고메리 장군이 그 부대의 지휘관이 되었다.
아놀드는 별동대 조직을 제안했다. 별동대는 메인의 케네벡 강을 거슬러, 쇼디에르 강을 따라 내려가 퀘벡 시에 이르는 경로를 따라 움직일 계획이었다. 아놀드는 몬트리올과 퀘벡을 점령하면 캐나다의 프랑스계 개척자가 대륙군 측에 가담할 것이라 믿었다. 조지 워싱턴 장군과 스카일러는 이 제안을 승인한 뒤, 아놀드를 퀘벡 시 공격대의 대륙군 대령으로 임명했다.
9월 19일, 1,100명의 부대가 매사추세츠의 뉴베리 항구를 출발하여 9월 22일에 메인의 가디너스톤 (Gardinerstown)에 도착했다. 가디너스톤에서는 루벤 콜번 소령에게 미리 200척의 평저선을 만들도록 지시가 내려져 있었다. 건조된 평저선들은 퀘벡 강과 데드 강을 거슬러, 쇼디에르 강을 따라 내려갈 군대를 옮기는 데 쓰일 예정이었으며, 데드 강 상류에서 분수계를 넘어 쇼디에르 강 상류까지는 육로로 배를 옮길 계획이었다. 그러나 악천후, 정확하지 않은 지도, 강의 유속, 배를 다루는 실력이 좋지 않았던 병사 등 여러 요인이 겹치는 바람에 많은 물자를 잃었으며, 300명이 낙오되고 200명 이상이 죽었다. 원정길에서 살아남은 600명도 11월 세인트로렌스강에 도착할 때까지 굶주림에 시달리다 그 수가 점점 줄어들어갔다.
영국군은 아놀드 부대의 접근을 미리 알아채고, 세인트로렌스강 남쪽 언덕에 정박되어 있던, 배와 포함을 비롯한 수상 운송 장비들의 대부분을 파괴했다. 그리고 26문의 대포가 탑재된 프리깃함 리자드 호와 16문의 대포가 탑재된 슬루프선 헌터 호 등 두 척의 군함을 배치해 강을 건너려는 아놀드 부대를 저지하기 위해 항상 경계토록 했다. 그러나 아놀드는 충분한 양의 배를 사들여 11월 11일 퀘벡 시에 있는, 언덕으로 건너갔다. 그러나 그 곳에서 아놀드는 퀘벡을 점령하기에 부대의 세력이 약하다는 것을 깨닫고, 지원군을 요청하기 위해 몽고메리 준장에게 전령을 보냈다.
한편 리처드 몽고메리 준장은 8월 하순에 약 1,700명의 병사를 이끌고 타이콘데로가 요새에서 북쪽으로 진군했다. 몽고메리는 세인트존스 요새의 포위전에서 승리한 후, 11월 13일 몬트리올을 점령했다. 몽고메리 부대가 12월 초 아놀드 부대와 합류함으로써 총 병사 수는 약 950명으로 늘어났다. 그들은 12월 31일 퀘벡 시를 공격했다. 그러나 대륙군은 캐나다의 총독으로 영국군을 지휘하고 있던 가이 칼튼 (Guy Carleton)에게 패배했다. 몽고메리는 습격을 이끌다 전사하였으며, 부관 도널드 캠벨 대령이 살아남아 퇴각을 명령했다. 몽고메리 부대는 퀘벡 시의 경계에 접근할 수도 없었고, 시내의 반대쪽에 있었던 아놀드 부대는 고립 상태가 되었다. 거기에 전투 초반, 아놀드는 발에 부상을 당했다. 대륙군 내에서 가장 맹렬히 싸웠다고 알려진 대니얼 모건의 소총 부대가 시내로 돌격했으나, 결국 영국군과의 싸움에서 패배하여 항복했다. 그 밖에도 많은 병사들이 전사하거나 부상을 당했으며, 수백명이 포로가 되었다.

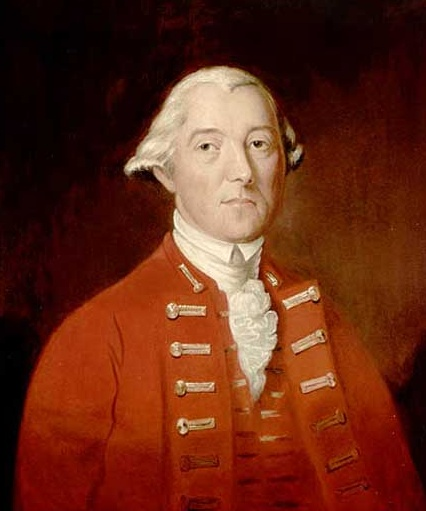
캐나다 총독 가이 칼튼은 퀘벡 시와 발쿠르 섬에서 아놀드와 맞섰다.

아놀드의 휘하에서는 350명 정도가 살아남아, 무리한 퀘벡 시의 포위 작전을 계속했다. 이 때 아놀드는 퀘벡 시까지 도착한 공으로 1월에 준장으로 승진했다는 소식을 들었다. 그 한편으로 아놀드는 몽고메리를 따라 왔던 존 브라운 소령과 논쟁을 벌였다. 브라운은 몽고메리로부터 승진을 약속받았는데, 그것을 아놀드에게 이행해달라고 요구했다. 아놀드는 그의 승진을 거부했으며, 브라운은 이에 대해 대륙회의에 소송을 청구했다. 아놀드는 이를 자신의 권위에 대한 위협으로 받아들이고, 브라운과 제임스 이스턴을 불법으로 영국군 사관 (士官)의 주머니를 약탈했다는 이유로 고발했다, 이스턴은 몽고메리가 몬트리올을 점령할 때엔 종군했으나, 그 이후 남쪽으로 귀환한 상태였다. 브라운이 자신의 오명을 씻기 위해 군법회의에 소송을 청구했을 때, 아놀드는 간접적인 수단을 사용해 브라운과 이스턴을 몰아세우고자 이 청구를 기각했다. 하지만 브라운은 아놀드의 고발로 심문을 받지는 않았다.
아놀드는 데이비드 우스터 준장의 원군이 도착한 1776년 봄까지 퀘벡 시의 포위를 이어갔다. 지휘권을 교대한 아놀드는 몬트리올로 가서 그 곳의 군대 지휘권을 잡았다

### 캐나다 철수
1776년 5월, 대륙회의의 대표단이 몬트리올을 방문할 무렵, 영국의 대함대가 퀘벡 시에 도착하자 대륙군은 서둘러 퀘벡 시에서 철수하게 되었다. 같은 달 아놀드가 솔렌 마을에서 철수하는 군의 지휘관, 대륙회의의 의원과 작전회의를 연 사이, 영국군과 아메리카 원주민 사이에서 일어난 시더 요새 전투로, 아놀드는 몬트리올을 계속 지배하기에 곤란한 상황에 처했다. 아놀드는 이에 몬트리올로 돌아가, 적절한 때에 맞춰 온 지원군의 도움을 받아 시더 요새의 수비대를 붙잡고 있던 영국군과 포로 교환을 합의했다. 일련의 사건들의 대처를 주제로 열린 작전회의에서 아놀드는 제2 캐나다인 연대의 지휘관이었던 모세스 헤이즌 (Moses Hazen)과 격한 논쟁을 벌였는데, 이 논쟁은 두 사람이 군법회의까지 이어지는 기나긴 논쟁을 벌이는 씨앗이 되었다.
이어서 아놀드는 몬트리올에 주둔하고 있던 대륙군 수비대의 철수 준비를 시작했다. 대륙회의 의원의 지시에 따라, 아놀드는 지역의 상인에게서 물자 확보를 시작했으며, 상인들이 후일 보상을 요구할 수 있도록 물자의 수취증을 발행했다. 또한 물자를 공급한 상인을 나중에 확인하기 위하여 각종 기록이 새겨진 도장이 찍힌 물자들은 6월 초순에 챔블리 요새에서 배에 실어졌다. 그러나 챔블리 요새의 지휘관이었던 헤이즌은, 아놀드가 그가 알고 있는 상인들로부터 물자를 불법으로 빼앗았다고 생각하여 보관을 거부했다. 헤이즌은 근처의 세인트존스 요새에 물자를 소유하고 있었기 때문에 상업적으로 이권을 가지고 있었고, 몬트리올의 상인들과도 친분이 있었다. 아놀드는 헤이즌의 이러한 행동에 대해 불만을 표했으나, 그 때 영국군이 세인트로렌스강을 거슬러 아놀드 부대를 습격하여 아놀드는 붙잡힐 위기에 처했다. 솔렌에 파견한 전령으로부터 몬트리올 시에 영국군의 함선이 접근하고 있다고 있다는 소식을 접한 아놀드는 영국군이 도착하기 전에 시내를 불태우고자 출발 전에 불을 지를 것을 명령한 뒤, 세인트존스 요새로 가서 퇴각 중이던 군대의 후미로 합류했다. 아놀드는 부대병들에게 챔플레인 호수에서 영국군이 쓸 수 있을만한 배들은 모조리 불태우거나 가라앉혀 파괴하라고 지시했으며, 요새와 근처의 공작물들에도 불을 붙이게 했다. 아놀드는 세인트존스 요새를 탈출하기 전에 영국군의 선봉대가 가시거리에 들어올 때까지 기다렸다고 하며, 그 후 리슐리외 강을 거쳐 챔플레인 호수로 이동했다.
그 후 아놀드는 1776년 여름 안에 호수를 장악하기 위해 작은 전투함과 함포선대를 건조하여, 영국군의 행군을 더디게 만든 뒤 챔플레인 호수에 마음대로 접근하지 못하게 하려 했다. 영국군은 세인트존스에서 거대한 선대를 만드는 것으로 아놀드의 작전에 맞섰으며, 10월에 배를 진수시켰다. 10월 중순의 발쿠르 섬 전투에서 영국군은 아놀드의 선대를 격파했다. 그러나 이 때 발쿠르 섬 일대에서는 이미 겨울이 시작되었기 때문에, 영국군은 공격을 멈출 수밖에 없었다. 아놀드는 선대가 만들어지는 사이, 챔블린에서 일어난 사건에 관해 직무태만의 혐의로 헤이즌에 대한 체포령을 내렸다. 헤이즌은 정치적으로 연고 관계를 만드는 데 뛰어났다는 평가를 받았는데, 아놀드의 고발을 역으로 이용해 아놀드가 챔블리의 물자들을 훔쳤고, 물자를 운송하는 임무를 맡은 사관이 중간에 그 물자들을 훼손했다며 맞고발을 했다. 물자를 훼손했다고 고발당한 사관인 스콧 소령은 군법회의에 출석했으나, 증언을 하지는 못했다. 군법회의는 헤이즌에게 무죄를 선고했고, 아놀드에 대해서는 체포 명령을 내렸다. 그러나 회의를 주재한 호레이쇼 게이츠 장군이, 부근에 주둔해 있던 영국군의 공격에 대비하기 위해서는 아놀드가 필요하다고 주장하여 체포령은 취소되었다. 아놀드는 헤이즌의 맞고발에 대해 아무런 반응을 보이지 않았는데, 그것은 사람들이 가지고 있던, 아놀드에 대한 평가를 확실히 뒷받침해주게 되었다. 아놀드에게 호의적인 입장을 보이던 사람들은 아놀드가 얼토당토 않은 고발에 대해 근엄한 무반응을 보였다고 생각했으며, 아놀드에 대해 반감을 보이던 사람들은 그러한 상황에 처한 사람이라면 누구든지 보일 반응이라며 일축했다. 한편, 역사가들 사이에서는 아놀드가 실제로 불법 행위에 엮여있었는가에 대해 현재도 논의가 벌어지고 있다. 당시 대륙회의의 대표였던 새뮤얼 체이스는 아놀드에게 "우리 국민은 당신의 절친한 벗이 아니다"라며 경고했다.
11월, 타이콘데로가 요새에 주둔해 있던 군대의 대부분이 뉴저지 식민지에 있는 워싱턴 군대를 지원하기 위하여 남쪽으로 이동하도록 명령을 받았다. 아놀드는 올버니에서 다시 공식적인 고발 상황에 처하게 되었다. 브라운과 헤이즌이 각각 아놀드의 이전 행실에 대한 고발서를 제출한 것이었다. 헤이즌은 아놀드를, 이전에 헤이즌을 갑자기 고발한 것에 대해 명예훼손 혐의로 고발했고, 브라운은 여러 가지 작은 일에 대하여 아놀드를 고발했는데, 특히 놀드가 퀘벡 군대에게 의도적으로 천연두를 퍼뜨렸다는 것과, 세인트존스를 습격할 때 "적군에게 도망치는 것을 계획한 반역행위"를 저지른 것 등 2건이 특기사항이었다. 게이츠 장군은 브라운의 고발에 관련된 아놀드의 심문을 거부했으며, 군법회의에서 헤이즌에 대한 아놀드의 고발은 "헤이즌 대령의 인격에 대한 모함"이라고 판결했지만, 아놀드에게 처벌을 내리지는 않았다. 1776년부터 1777년 사이의 겨울에, 브라운은 아놀드에 대해 "돈이 이 남자의 신이며, 돈을 충분히 벌기 위해서라면 자국이라도 희생하지 않겠는가
"라는 주장을 담은 선전물을 출판했다.

### 동부 방면군
1776년 12월 8일, 영국군의 헨리 클린턴 장군이 지휘하는 대부대가 로드아일랜드 식민지의 뉴포트를 점령했다. 조지 워싱턴은, 이 무렵 게이츠와 북부군과 함께 펜실베이니아 식민지에 도착했던 아놀드에게, 뉴잉글랜드로 돌아가 로드아일랜드를 지키기 위해 민병대를 조직할 것을 명령했다. 아놀드는 조세프 스펜서 소장이 지휘하는 대륙군 동부 방면군의 부사령관에 임명되었다. 12월 8일, 아놀드는 1년 넘게 가족들과 만나지 못했다는 이유로 뉴헤이븐에서 가족과 함께 1주일 간 머무른 뒤, 1777년 1월 12일 프로비던스에 이르러 로드아일랜드 방위대의 지휘를 맡았다. 당시 로드아일랜드의 대륙군은 조지 워싱턴이 트렌턴을 공격하는 것을 지원하기 위해 부대 일부를 트렌턴으로 파견한 상태였기 때문에 2,000명 정도 줄어들어 있었다. 아놀드는 부대를 증원하겠다고 공표했으나, 모병에 응하는 사람은 거의 없었다. 이러한 상황에서 15,000명의 영국군과 대치하게 되자, 아놀드는 방어에만 전념했다.
1777년 2월, 아놀드는 보스턴에서 유명한 왕당파의 딸이자, 보스턴의 미녀로 불리던 벳시 드블루아 (Betsy DeBlois)를 알게 되어 드블루아와 교제를 나누게 되었다. 그러나 드블루아는 아놀드의 여러 번에 걸친 고백을 거부했는데, 그 이유는 드블루아의 나이가 그 무렵 15살도 넘지 않았기 때문이라고 한다. 아놀드는 로드아일랜드로 돌아온 뒤, 자신을 소장으로 승격시키는 안건이 대륙회의에서 보류되었음을 알게 되었다. 아놀드는 이에 사임하겠다고 했지만, 조지 워싱턴은 그의 사임 신청을 거부했을 뿐만 아니라, 대륙회의 의원들에게 이를 바로잡도록 편지를 보냈는데, 만약 그들이 정치적인 목적으로 아놀드의 승진을 가로막는다면 "2명 내지 3명의 유능한 사관을 잃어버릴 지도 모른다"며 경고했다.
영국군이 점령한 뉴포트를 공격하는 작전이 보류된 후, 아놀드는 대륙회의와 워싱턴과, 자신의 장래에 대한 이야기를 나누기 위하여 필라델피아로 가기로 했는데, 도중에 다시 가족들을 만나기 위해 뉴헤이븐으로 발을 돌렸다. 4월 26일, 뉴헤이븐으로 찾아온 전령이 아놀드에게, 뉴욕의 영국 측 지사 윌리엄 타이론 소장이 2,000명의 부대를 이끌고 노웍에 상륙했음을 알렸다. 타이론은 롱아일랜드 만을 따라 페어필드로 진군한 뒤, 내륙으로 들어가 대륙군의 거대한 물자 창고 지역이었던 댄베리 (Danbury)를 공격했다. 그 후, 타이론은 노웍 항에 불을 지른 뒤 바다에서 철수했다. 아놀드는 급히 지역의 자원병 100명을 모았다. 아놀드는 동부 코네티컷 민명 500명을 모은 골드 셀렉 실리먼 (Gold Selleck Silliman) 소장과 함께 데이비드 우스터 소장의 코네티컷 민병 부대에 합류했다. 실리먼과 우스터는 코네티컷 동부에서 500명의 지원병을 모으고 있었다. 아놀드와 그의 동료였던 사관들은 그 소규모 부대를 댄베리 부근으로 이동시켜, 퇴각하는 영국군을 방해하려 했다. 4월 27일 오전 11시 즈음, 우스터의 부대가 타이론 부대의 후미에서 공격을 시작하며 전투에 들어갔다. 아놀드는 리지필드 (Ridgefield) 교외의 농장으로 이동하여, 영국군의 퇴각을 가로막으려 했다. 그러나 리지필드에서 이어진 전투에서 우스터가 전사했고, 아놀드의 말이 총에 맞아 쓰러지면서 아놀드도 다리에 부상을 당했다.

### 필라델피아와 새러토가

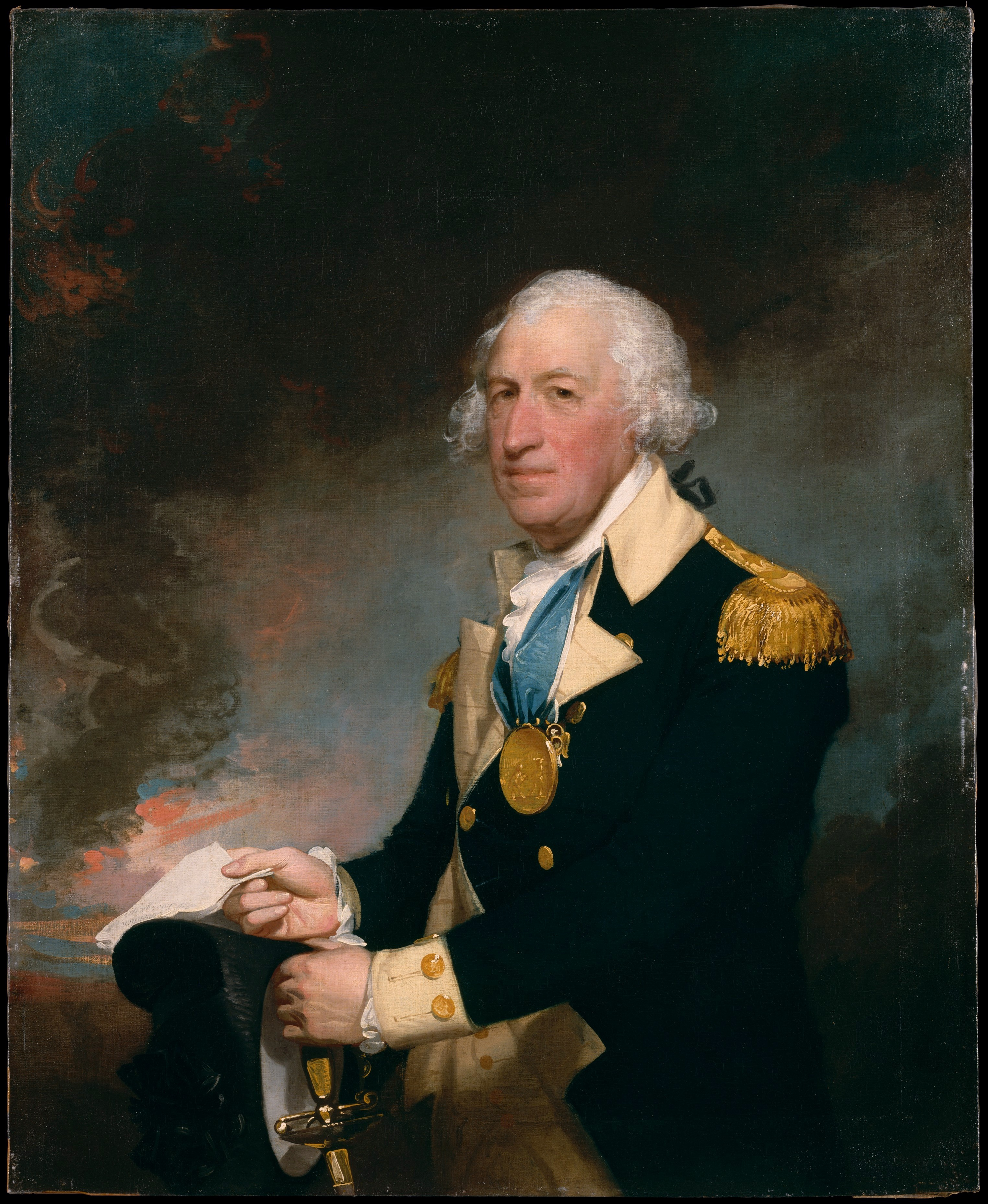
호레이쇼 게이츠 장군은 새러토가에서 대륙군을 이끌었다. 길버트 스튜어트 그림, 1793년 ~ 1794년.

댄베리 전투 이후, 아놀드는 필라델피아로 다시 이동하여, 5월 16일 그 곳에 도착했다. 이 무렵, 스카일러 장군도 필라델피아에 있었으나, 얼마 후 작전 본부가 있는 올버니로 돌아갔다. 스카일러 장군이 올버니로 돌아가면서, 아놀드는 필라델피아 지구에서 가장 높은 계급을 가진 군인이 되었으나, 대륙회의는 펜실베이니아에서 새로 소장으로 승진한 토머스 미플린을 지지하고 있었다. 이전에도 대륙회의는 아놀드의 승진을 보류했기 때문에, 아놀드는 이 일로 불만을 품게 되었다. 결국 아놀드는 7월 11일 필라델피아 지구에서의 임무에서 물러났다. 아놀드가 사임하고 바로 뒤에 워싱턴 장군은 대륙회의에 아놀드에게 북방 방면군의 임무를 맡기자고 요청했다. 이 때 영국군이 타이콘데로가 요새를 함락시켰는데, 워싱턴이 지휘관으로서 아놀드에 대해 신뢰를 표하자 결국 대륙회의는 워싱턴의 요청을 승인했다.

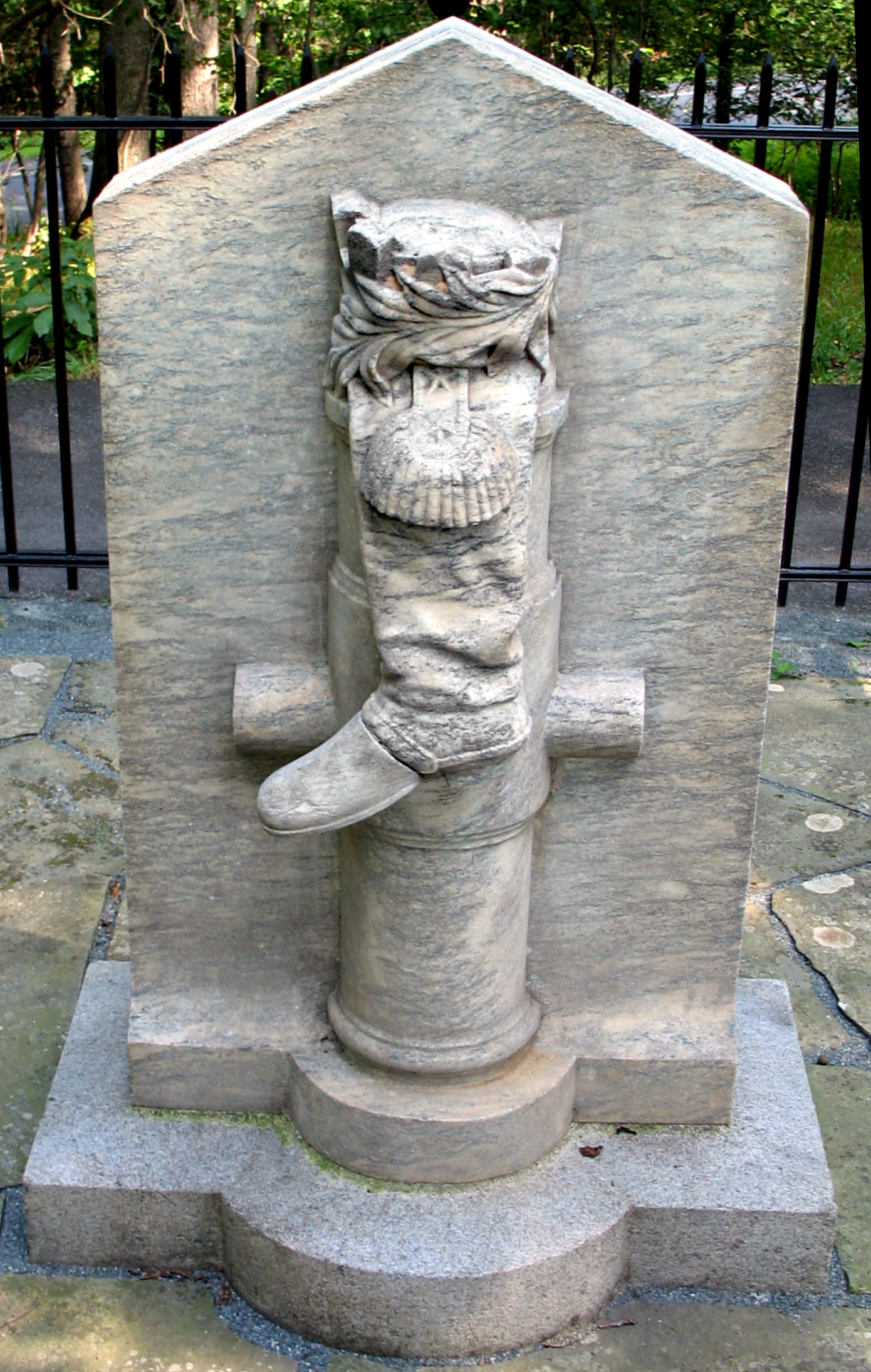
새러토가에 있는 장화기념비

1777년 여름은 독립 전쟁의 전환점이었다. 새러토가 방면 작전은 뉴욕 북부의 올버니 주변에서 일어난 여러 번의 전투를 가리키는 말로, 새러토가 전투에서 대륙군이 승리한 뒤, 존 버고인 (John Burgoyne)이 이끄는 영국군이 10월 17일 항복하면서 끝났다. 아놀드는 새러토가 전투에 참전했는데, 1777년 8월 아놀드는 스카일러의 진영으로 갔다가, 그 자리에서 부대를 이끌고 스탠윅스 요새에서 포위당한 부대를 구출하기 위해 파견되었다. 그 후, 새러토가에서 일어난 두 번의 전투에서 아놀드는 크게 활약하였는데, 호레이쇼 게이츠는 두 번째로 일어난 전투인 베미스 고지 전투를 앞두고, 아놀드가 야전지휘관으로 임명되지 않았음에도 그의 공적을 치하했다. 베미스 고지 전투에서 아놀드는 퀘벡 전투 때처럼 발과 엉덩이 아래쪽에 부상을 당했다. 결국 보급물자가 부족해졌을 뿐만 아니라 퇴로도 끊긴 버고인은 대륙군에 항복했다. 새러토가 국립역사공원에 있는 장화기념비는 아놀드의 승리, 영웅적인 행동과 전투 중에 부상을 당한 것을 기념하기 위해 세워진 것이다. 그러나 아놀드는 후에 대륙군을 배신했기 때문에, 장화기념비에는 "베네딕트 아놀드"라는 이름이 새겨져 있지 않으며, 기념비에는 단지 "대륙군에서 가장 빛났던 병사에게…나라를 위해서는 미국 독립 전쟁 중의 결정적인 전투를, 그 자신을 위해서는 소장의 자리를 쟁취했다"고만 쓰여 있다. 미국의 전쟁 기념비 중, 기념하는 인물의 이름이 적혀있지 않은 것은 이 장화기념비 뿐이다.
아놀드는 새러토가에서 당한 부상을 치료하기 위하여 올버니의 병원에 입원했다. 그의 왼발에는 감각이 없었으나, 왼발을 절단하는 것은 허락되지 않았다. 몇개월 후, 왼발은 오른발보다 5 cm 짧아졌다. 올버니에서 몇개월을 지낸 후, 자식들 근처에 있을 수 있도록 코네티컷의 미들타운으로 전속되었다. 그 곳에서 얼마 후, 아놀드는 벳시 드블루아에게 두 번 애원의 뜻이 담긴 편지를 보냈다. 드블루아는 첫 번째 편지를 단호하게 거부했으나, 두 번째 편지는 답장도 보내지 않았다. 아놀드는 긴 여행을 할 수 있을 정도로 몸이 회복되자 코네티컷을 떠나, 1778년 5월 20일 밸리포지에서의 군무로 복귀하여, 새러토가에서 아놀드를 따르던 병사들의 환영을 받았다. 밸리포지에서 아놀드는 다른 병사들과 함께 충성 선서식에 참가했다. 1778년 6월, 필라델피아에서 영국군이 철수하자, 워싱턴은 아놀드를 필라델피아의 군사 지휘관으로 임명했다. 이 무렵, 아놀드는 프랑스와 미국 간의 동맹을 알게 되었다. 프렌치 인디언 전쟁에서의 쓰라린 경험이 있었던 아놀드는 그 동맹을 반대했으나, 루이 16세가 미국과의 동맹을 동의한 이유는 아놀드가 활약했던 새러토가 전투에서 대륙군이 승리한 것이었기 때문이라고 한다.
아직 미국군이 필라델피아로 돌아오지 않았으나, 아놀드는 필라델피아의 지배권 변화를 재정적으로 이용하려고 계획을 꾸몄는데, 전쟁에 관련된 물자의 움직임에서 이익을 빼내고, 여러 거래에 끼어들어 그 권한 밑에서 혜택을 입으려 했다. 그러나, 아놀드의 계획은 정치력을 보유하고 있던 조세프 리드 (Joseph Reed)를 비롯한 인사들의 방해를 받았다. 상업 상의 거래를 위해서는 자본이 필요했는데, 아놀드는 그러한 자본들을 빌리는 경우가 많았다. 아놀드는 펜 (Penn)의 맨션을 빌려, 상류 사회의 인사들을 끌어모으기 위해 매일 같이 파티를 여는 등 돈을 헤프게 써, 빚을 늘려왔다. 거기에다 사태가 더욱 복잡해진 이유는, 아놀드가 비교적 강력한 펜실베이니아 정부와 대륙회의 사이의 관계를 관리하다 진퇴양난의 위기에 처한 데다가, 아놀드가 스스로의 목적을 달성하기 위하여 인구가 많은 주의 요구에 굴복해야만 하는 일이 많았기 때문이다. 리드 일당은 아놀드가 직무 중에 사용한 일련의 속임수를 모두 알고 있었으며, 아놀드와 리드, 리드를 지지하는 사람들 사이에 논쟁이 벌어지게 되었다. 1789년 2월까지, 아놀드가 직권을 남용했다는 여러 가지 고발이 들어왔다. 5월, 아놀드는 "본인은 비록 절름발이가 되었음에도 나라를 위해 온 힘을 바쳤는데, 이러한 감사의 마음도 없는 처사를 기대했겠는가"며 워싱턴에게 글을 보내 완전한 군법회의를 요구했다. 그러나 군법회의는 1779년 12월 즈음까지 계속 열리지 않았으며, 이는 아놀드의 불만을 사게 되었다.

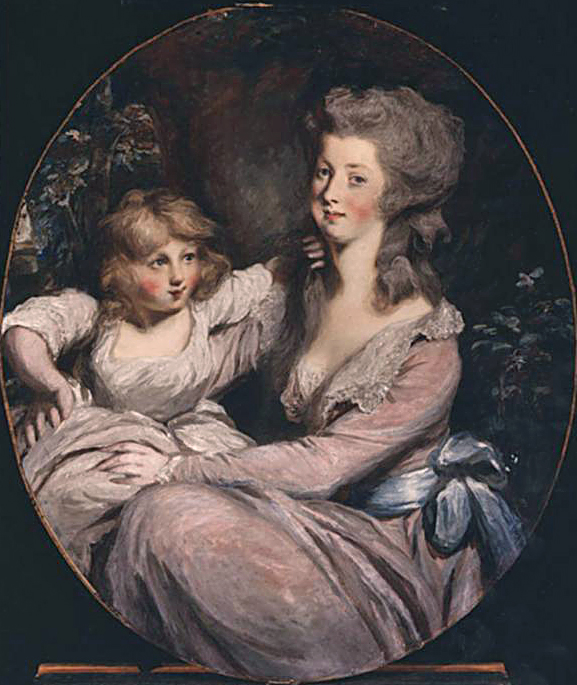
페기 시펜과 아놀드의 딸. 토머스 로렌스 그림.

1778년 여름, 아놀드는 페기 시펜과 만났다. 시펜은, 왕당파의 조력자로 영국군이 필라델피아를 점령하고 있얼 무렵 각종 거래를 주도했던 에드워드 시펜 판사의 딸로, 당시 18세였다. 페기는 영국군이 필라델피아를 점령한 사이, 영국군 소령 존 안드레와 사귀었던 적이 있었다. 4월 8일, 아놀드와 페기는 결혼했다. 페기와, 페기가 가입해 있던 교우 모임은 전선을 넘어 애인과 계속 만날 수 있는 방법을 찾고 있었는데, 이는 적과의 대화를 금지하도록 되어 있는 군사법을 위반하는 것이었다. 이 접선 활동 중 일부는 필라델피아의 상인 조세프 스탠스베리를 거쳐 이루어졌다. 1779년 5월 초순, 아놀드는 스탠스베리와 만났다. 스탠스베리는 훗날, "(아놀드가) 헨리 클린턴 장군을 모시겠다는 내용이 담긴 신청서를 가지고 몰래 뉴욕에 갔었다"고 증언했다. 이 만남은 아놀드와, 클린턴 장군의 스파이 주임이었던 존 안드레 소령간의 일련의 교섭의 시작이었다. 7월에서 10월에 걸쳐, 두 사람은 몇 번 아놀드가 영국군과 내통하는 것에 대해서 교섭하였으며, 아놀드는 군대의 위치와 세력, 물자저장소의 위치 등의 정보를 영국군에게 넘겼다.

## 웨스트포인트

### 비밀 대화

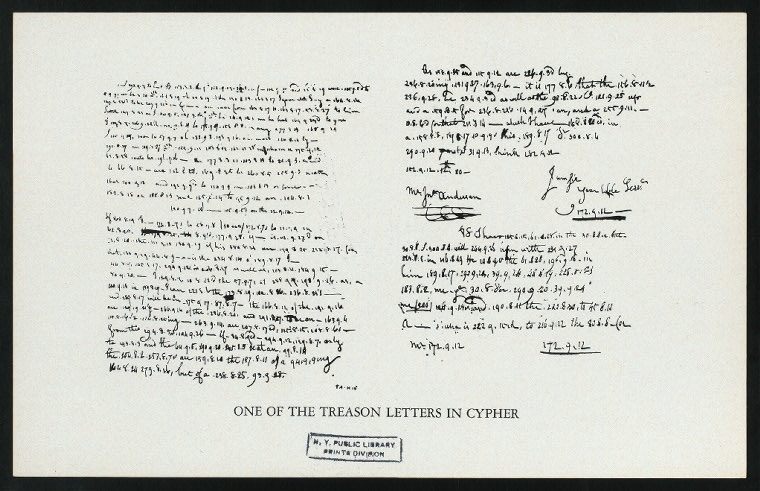
아놀드가 쓴 암호문 중 하나. 아놀드의 암호는 아내 페기가 쓴 행(行)의 사이에 숨겨졌다.

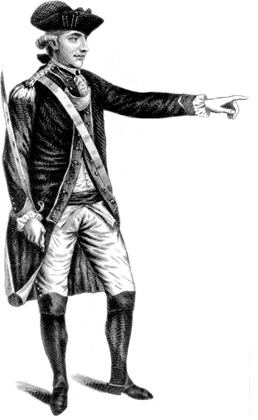
존 안드레 소령은 영국군의 헨리 클린턴 장군의 스파이 주임으로, 아놀드의 음모가 발각된 후 붙잡혀 교수형으로 죽음을 당했다.

안드레가 클린턴 장군과 상담했을 즈음, 클린턴은 아놀드의 제안을 이행하기 위하여 안드레에게 넓은 권한을 주었다. 안드레는 스탠스베리와 아놀드에게 지시가 담긴 글을 써서 보냈다. 이 첫 편지로 아놀드가 제공하는 원조와 정보의 내용에 관한 의논이 시작되었으며, 이후 계속 통신을 하는가에 대한 지시도 내려졌다. 문서는 아놀드의 아내 페기가 가입해 있던 여성 모임을 거쳐 오갔지만, 페기만이 아놀드가 쓴 암호와 보이지 않는 잉크로 쓰인 지시를 포함한 문서를 알아채고 스탠스베리의 손을 거쳐 안드레에게 보냈다.
1779년 7월까지 아놀드는 정보를 영국군 측에 넘기면서 그 사이에 대가에 대해서도 안드레와 교섭했다. 아놀드는 처음에, 10,000파운드의 보상을 요구했다. 이 액수는 찰스 리가 대륙군에 종군했던 것에 대해 대륙회의가 지급한 액수와 같았다. 린클턴 장군은 허드슨강 유역을 지배하기 위해 작전을 수행하고 있었기 때문에, 허드슨강을 지키는 웨스트포인트 등의 방어물에 관한 작전과 정보에 관심을 보였다. 또 직접 만날 것을 주장하며, 아놀드에게 높은 등급의 지휘관직을 줄 수도 있음을 일러주기도 했다. 9월까지의 교섭이 중단되고, 애국주의자들을 중심으로 한 폭도들이 왕당파를 찾아 필라델피아를 샅샅이 뒤지자, 아놀드와 시펜 가문은 위협감을 느꼈다. 아놀드는 자신과 주변 사람들의 안전을 확보해줄 것을 대륙회의와 지방 정부에게 요구했지만, 거절당했다.

### 군법 회의
1779년 12월, 아놀드에 대한 고발을 심문하는 군법회의가 열렸다. 판사석에 앉은 여러 사람이 아놀드의 행동과 전쟁 후반의 논쟁에 대해 악의를 품고 있던 것과는 관계 없이, 1780년 1월 26일 아놀드는 사소한 두 건의 고발을 제외한 나머지 혐의에 대해 무죄 판결을 받았다. 아놀드는 그 후 몇달 간, 이 사실을 유세하고 다녔다. 그러나 5월 19일에, 조지 워싱턴이 아놀드의 자식 에드워드 시펜 아놀드가 태어난 것을 축하한 지 1주일 후에, 워싱턴은 아놀드의 행동을 공격하는 책을 펴냈다.
| “ | 총사령관은 아놀드가 소장으로서 이 나라를 위해 걸출한 활약을 펼친 것에 대해 칭찬의 말을 보낸 것이 몹시 기쁘다. 그러나 지금 시점에서, 의무감이나 허심탄회한 점을 따지자면, 아놀드의 행동은 경솔하고 부적절했다고 생각한다고 밝혀야만 한다. (The Commander-in-Chief would have been much happier in an occasion of bestowing commendations on an officer who had rendered such distinguished services to his country as Major General Arnold; but in the present case, a sense of duty and a regard to candor oblige him to declare that he considers his conduct [in the convicted actions] as imprudent and improper.) | ” |
|   | — 조지 워싱턴, 1780년 4월 6일, 출판한 책에서. |   |

워싱턴이 아놀드의 행동을 공격하는 책을 펴내고 얼마 후, 아놀드의 지출에 대한 대륙회의의 진상 조사에서, 아놀드가 퀘벡을 침공했을 당시에 발생한 비용을 충분히 증명하지 않았으며, 아놀드가 그것을 문서로 제출할 수 없었으므로, 대륙회의에게 1,000파운드의 빚이 있다고 결론을 냈다. 그러나 그 문서들의 대부분은 퀘벡에서 퇴각할 당시 소실되었는데, 대륙회의의 결정에 대해 분노한 아놀드는 4월 하순에 필라델피아 군사지휘관 자리를 그만두었다.

### 웨스트포인트 양도 제안
1780년 4월 초순, 필립 스카일러가 아놀드에게 웨스트포인트의 지휘관직을 줄 가능성을 시사했다. 그러나 이것에 관한 스카일러와 워싱턴 사이의 의논은 6월 초순까지 어떤 결과도 내지 못했다. 아놀드는 영국과의 비밀 연락을 재개하여, 스카일러의 제안과 스카일러의 웨스트포인트의 상태에 관한 평가를 전했다. 또 코네티컷 강을 거슬러 가는 프랑스·미국 연합군의 퀘벡 침공 제안에 관한 정보도 제공했다. 그러나, 아놀드는 이 침공 제안이 영국군을 분산시키려는 계략임을 알지 못했다. 6월 16일, 아놀드는 자신의 사업을 관리하기 위해 코네티컷의 자신의 집으로 돌아가던 중 웨스트포인트를 조사하여, 비밀 연락책을 통해 더욱 상세한 정보가 담긴 글을 보냈다. 코네티컷에서 아놀드는 자신의 집을 팔기로 하고, 뉴욕의 중개인을 거쳐 자산을 런던으로 옮기기 시작했다. 아놀드는 7월 초순까지 필라델피아로 돌아와, 7월 7일에 다시 비밀 문서를 클린턴 앞으로 썼는데, 여기서 아놀드는 웨스트포인트로의 임관이 확보되었다는 것과, "방어공작에 관한 그림…이것으로 당신은 웨스트포인트를 피 한 방울 안 흘리고 얻을 수 있습니다"라는 말도 담아, 방어공작에 관한 그림도 제공하겠다고 밝혔다. 찰스턴 포위전에서 승리한 뒤 6월 18일 본진으로 돌아온 클린턴 장군과 안드레 소좌는 곧바로 소식에 대해 응답했다. 워싱턴 군대와 프랑스 함대가 로드아일랜드에서 합류할 것을 우려하고 있었던 클린턴은 웨스트포인트를 다시 전략적 탈취 목표로 정했다. 그리고 한편, 안드레는 아놀드의 행동을 지켜보는 염탐꾼 겸 정보 제공자로서, 아놀드의 움직임을 확인했다. 클린턴은 그 계획의 가능성에 대해 흥분하여, 정보 작전에 대해 상관에게 보고했으나, 7월 7일자로 온 아놀드의 편지에는 응답을 게을리 했다.
한편, 아놀드는 7월 7일자의 편지에 대한 답장을 받지 못했음에도 클린턴에게 여러차례 편지를 썼다. 7월 11일자 편지에서 아놀드는 영국군이 자신을 신뢰하지 않고 있는 것 같다며, 진전이 없으면 교섭을 멈추겠다고 밝혔고, 7월 12일자 편지에서는 웨스트포인트를 넘겨주는 것을 명백히 하되, 보수는 그 때까지의 손해 만큼의 보상을 더하여 20,000파운드까지 올려줄 것과, 답장에 선금 1,000파운드를 함께 부칠 것을 요구했다. 이 편지들의 운반은 스탠스베리가 아닌, 영국군을 위해 염탐꾼 노릇을 하던 필라델피아의 사업가 새뮤얼 월리스가 맡았다.

### 웨스트포인트 지휘관

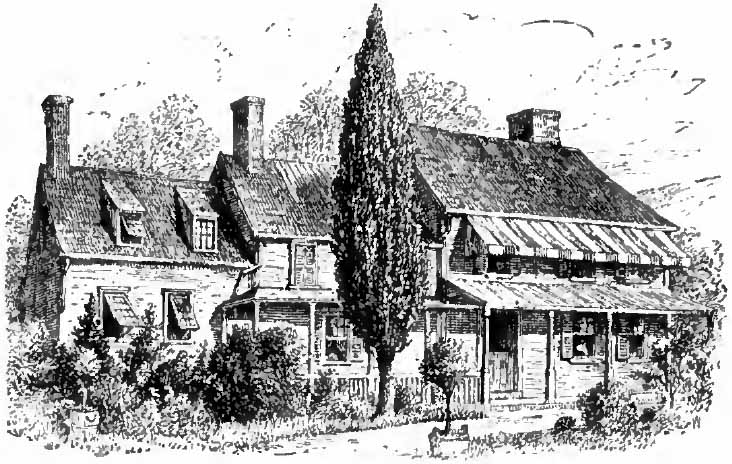
웨스트포인트 양도를 위한 아놀드의 근거지로 쓰인 비버리 로빈슨 대령의 집

1780년 8월 3일, 아놀드는 웨스트포인트 지휘관직에 임명되었고, 8월 16일에 안드레로부터 클린턴의 최종 제안인 20,000파운드에 관한 내용이 기록된 암호문을 받았는데, 여기에 손해보상은 포함되어 있지 않았다. 국경을 넘나들며 전달 사항을 서로 주고받기는 어려운 상황이었기 때문에, 양쪽 모두 서로가 제안에 대해 동의했다는 사실을 알기까지는 며칠의 시간이 걸렸다. 그 뒤로 아놀드가 쓴 편지에는 워싱턴 군대의 움직임에 관한 내용과 프랑스군의 원군 편성에 관한 정보가 담겨 있었다. 8월 25일, 클린턴이 조건에 동의했다는 편지를 페기가 아놀드에게 가져다주었다.
한편, 워싱턴은 아놀드를 웨스트포인트 지휘관직에 임명했을 무렵 올버니에서 허드슨강을 따라 뉴욕시 교외의 영국군 전선까지, 미국군이 지배하고 있는 유역 전체의 총괄 지휘권을 획득했다. 아놀드는 웨스트포인트로 향하던 도중, 미국군과 영국군 사이에서 이중 간첩 활동을 벌이고 있던 조슈아 헷 스미스 (Joshua Het Smith)를 알게 되었다. 스미스는 웨스트포인트 서쪽의 허드슨강 서쪽 언덕 부근에 집 한 채를 가지고 있었다.

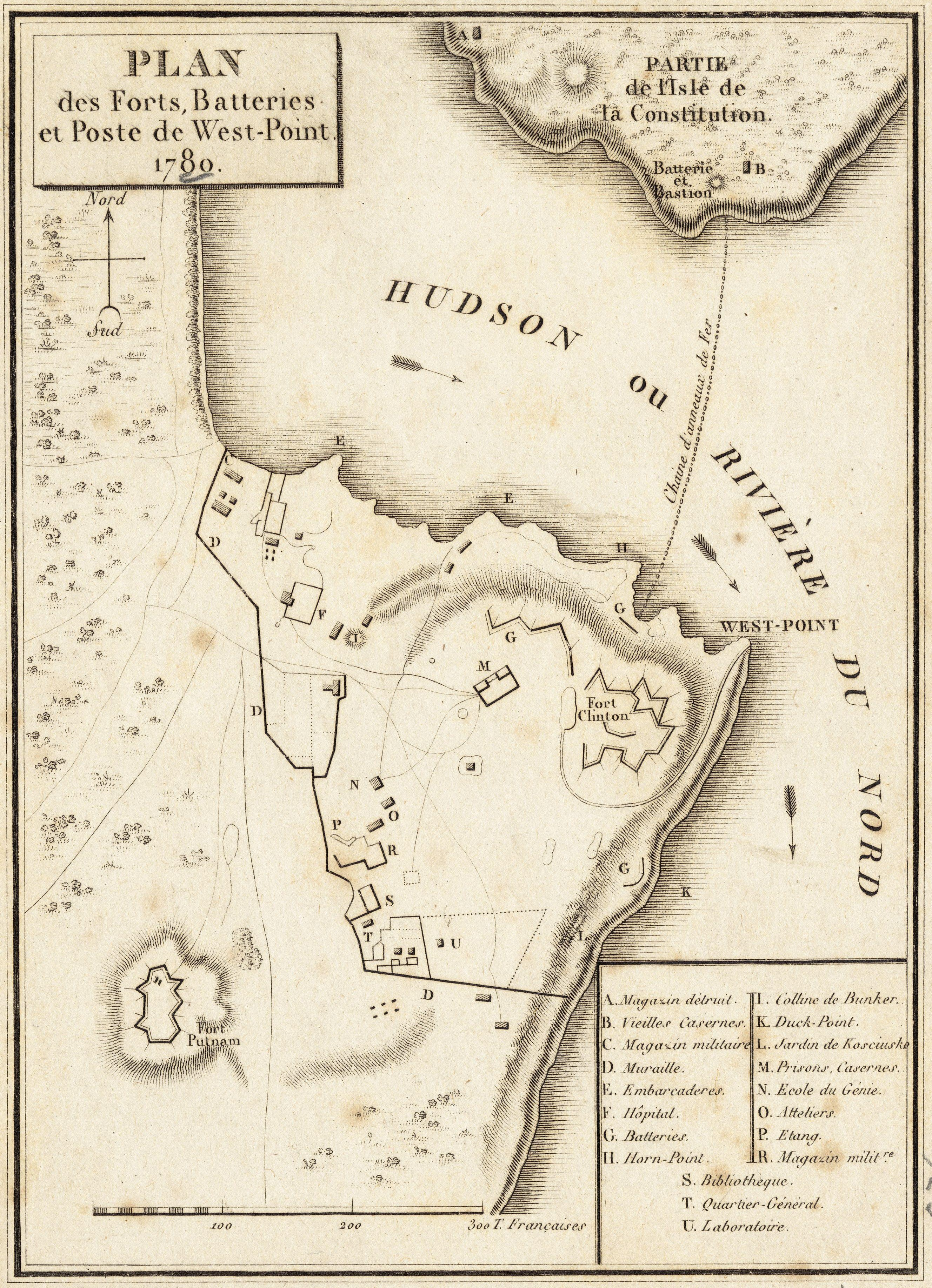
프랑스군이 그린 웨스트포인트 지도 (1780년)

아놀드는 일단 웨스트포인트에 도착하여, 웨스트포인트의 방어력과 전투력을 체계적으로 떨어뜨리기 시작했다. 허드슨강에 걸쳐 있는 사슬의 수선 작업도 발주하지 않았는데, 병사들은 아놀드의 지휘 범위 안에서, 웨스트포인트 시내 구역에 한해 여러 곳으로 분산되었으며, 워싱턴의 요청을 받은 아놀드가 병사를 파견하기도 했다. 당시 워싱턴은 부족한 물자로 인한 고통에 대하여 "모든 것이 부족하다"는 글을 남겼다. 아놀드는 웨스트포인트의 물자 또한 탕진하여, 영국군이 웨스트포인트를 두고 포위전을 벌일 시 성공할 수 있도록 해놓았다. 아놀드의 부관들 중 몇몇 사람들은 아놀드와 오랫동안 아는 사이였지만, 불필요한 물자의 배분에 대해 불만을 표시하다가 마침내 아놀드가 자신의 이익을 위해 물자들을 암시장에 내놓고 있다고 결론을 짓게 된다.
8월 30일, 아놀드는 클린턴의 조건을 받아들여, 별도의 중개인을 거쳐 안드레와의 만남을 제안하는 편지를 보냈는데, 중개자는 당시 코네티컷 의회 의원이었던 윌리엄 헤론이었다. 헤론은 편지의 내용조차 모른 채 뉴욕에서 자신이 영국군을 위해 첩자로서 활동할 것을 제안했다. 그 후, 헤론은 코네티컷으로 돌아왔으나, 아놀드의 행동을 의심하여 편지를 코네티컷 민병대장에게 넘겼다. 퍼슨스 장군은 암호화된 편지를 거래 상의 통신으로 판단하여, 그것을 곁에 두었다. 나흘 후, 아놀드는 같은 내용의 편지를 암호화하여 포로의 처의 종을 거쳐 뉴욕으로 보냈다. 마침내 아놀드와 클린턴은 회견을 9월 11일에 도브스의 나루터에서 열기로 결정했다. 그러나 이 회견은 아놀드가 도브스에 올 것이라는 소식을 알지 못했던 영국군 포함의 오인 포격으로 중지되었다.

### 들통난 음모
아놀드와 안드레는 9월 21일, 조슈아 헷 스미스의 집에서 만남을 가졌다. 그러나 9월 22일 아침, 버플랭크포인트 (Verplankpoint)의 전진기지 임무를 수행하고 있던 제임스 리빙스턴 소령이, 안드레를 데리고 뉴욕으로 돌아갈 예정이었던 영국 함선 HMS 벌처 호를 포격했다. 이 사건으로 벌처 호는 강 아래로 더 이상 내려갈 수 없게 되었고, 안드레는 육로를 통해서 갈 수밖에 없게 되었다. 아놀드는 안드레가 전선을 통과할 수 있도록 통행증을 썼고, 또 웨스트포인트에 관한 작전도 건네주었지만, 결국 안드레는 9월 23일 태리타운 근처에서 붙잡히고 말았고, 아놀드의 음모 또한 들통나고 말았다.
아놀드는 9월 24일 아침, 안드레의 체포 소식을 알게 되었다. 존 제임슨 대령은 아놀드에게, 안드레는 제임슨이 감독하고 있으며, 안드레가 가지고 있던 문서는 조지 워싱턴에게 보냈다고 보고했다. 아놀드는 워싱턴의 방문을 기다리고 있던 도중 제임슨의 전언을 받게 되었는데, 당시 아놀드는 워싱턴과 아침 식사를 함께 가질 계획이었다. 아놀드는 허드슨 강변으로 서둘러, 정박하고 있던 거룻배의 선두에게 벌처 호가 정박하고 있는 강 아래까지 데려갈 것을 명령했다. 또한 그 날 아침 일찍 존 본즈의 도움도 받아, 마침내 영국군 함선에 승선하여 출발할 수 있었다. 배 위에서 아놀드는 워싱턴에게 편지를 보내, 페기가 필라델피아의 가족이 있는 곳까지 안전하게 갈 수 있도록 보호해줄 것을 부탁했다. 워싱턴은 편지를 받은 뒤, 이 부탁을 받아들였다. 그 후 아놀드가 배반했다는 증거를 확인한 워싱턴은 냉정을 유지하며, 배신의 정도를 조사하고, 안드레 소령의 운명에 관하여 클린턴 장군과 교섭했을 때 안드레와 아놀드를 교환할 의향이 있다는 뜻을 전했다. 그러나 클린턴은 워싱턴의 제안을 거부하였으며, 결국 안드레는 10월 2일 태판 (Tappan)에서 간첩죄로 교수형이 집행되었다. 워싱턴은 아놀드를 납치하기 위하여 뉴욕에 요원을 잠입시키기도 했지만, 아놀드가 12월에 버지니아로 이동하기 위해 작전 개시 전에 숙소를 바꾸는 바람에 실패했다.
그 후, 아놀드는 《미국의 주인에게》라는 제목의 공개 문서로 자신의 배반 행위를 정당화코자 했다. 이 문서는 10월에 신문에 실렸다. 워싱턴에게 페기를 무사히 호송시켜줄 것을 부탁한 편지에서 아놀드는 "나의 애국심이, 나로 하여금 배신하도록 몰아붙였소. 그러나 세간은 그것이 모순이라고 여길지도 모르겠지요. 하지만, 세상이 어떤 사람의 행동을 바르게 판단하는 경우는 거의 없소"라는 내용을 담았었다.

## 영국 쪽에서의 행보

### 독립 전쟁 종군
영국은 아놀드에게 준장 직위를 주었지만, 웨스트포인트 양도 계획이 발각되어 실패했기 때문에 6,315파운드의 보수와 연금 360파운드 정도밖에 주지 않았다. 12월, 아놀드는 클린턴의 명령을 받고 1,600명으로 이루어진 부대를 이끌고 버지니아 식민지로 원정을 나가, 리치먼드를 급습하여 점령하고, 버지니아를 돌면서 물자창고, 제분소, 주조소를 모조리 파괴했다. 이에 버지니아의 민병대가 출동하자, 아놀드는 버지니아의 포츠머스로 일단 철수하였다. 아놀드 부대를 쫓는 미국군 중에는 라파예트 후작도 있었는데, 당시 워싱턴은 라파예트 후작에게 아놀드를 붙잡아 즉시 교수형을 집행하라는 명령을 내렸었다. 새러토가 전투에서 버고인 휘하에서 전투에 임했던 윌리엄 필립스가 이끄는 원군이 3월 하순에 도착하였는데, 필립스는 버지니아의 습격대를 이끌고 피터즈버그 전투에서 슈토이벤 남작이 이끄는 부대를 격파하지만, 1781년 5월 12일 황열병으로 죽었다. 아놀드는 5월 20일까지 필립스의 부대를 지휘했으며, 그 후에는 찰스 콘월리스 장군이 남부 군대와 함께 도착하면서 지휘권을 콘월리스에게 넘겼다. 당시 한 대령은 클린턴 앞으로 보내는 편지에, 아놀드에 대해 "그가 다른 장군으로부터 지휘권을 받았으면 좋겠다고 원해서는 안 되는 사관들이 많다"고 썼다. 콘월리스는 해안에서 멀리 떨어진 곳에 항시 주둔할 수 있는 기지를 두자는, 아놀드의 건의를 무시했다. 아놀드는 포로로 붙잡은 사관으로부터, 대륙군이 자신을 붙잡으면 어떻게 할 것이냐고 물었다. 그 사관은 "당신의 오른쪽 발을 잘라 군장의 예의로서 매장할 것이며, 남은 목은 교수대에 걸겠습니다"라고 대답했다.

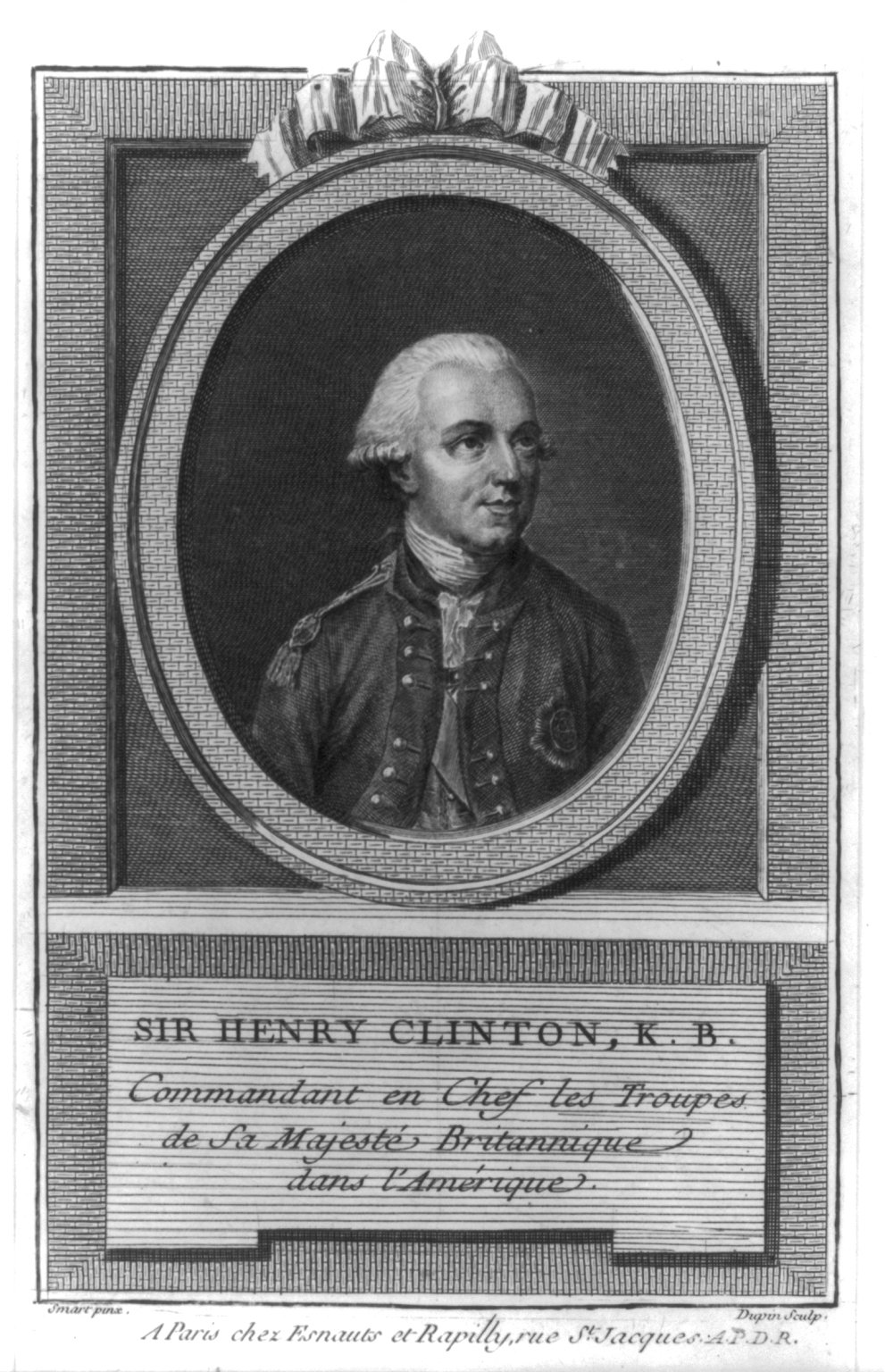
헨리 클린턴 장군

아놀드는 6월 뉴욕으로 돌아오면서, 미국인들의 여론이 전쟁을 끝내야 한다는 쪽으로 흐르고 있다는 것을 감지하고는 기본적인 경제 기반을 계속 공격하는 형태의 제안을 꺼냈다. 클린턴은 처음에 아놀드의 공격적인 제안에 흥미를 보이지 않았으나, 결국 생각을 바꾸어 코네티컷의 뉴런던 항구를 습격하는 것을 허락했다. 9월 4일, 아놀드와 페기 사이의 두 번째 자식이 태어난 지 얼마 지나지 않아, 아놀드는 1,700명의 부대를 이끌고 뉴런던을 습격해 불태웠으며, 그리스울드 요새를 점령하여 미국에게 50만 달러의 손실을 입혔다. 그러나 영국군의 손실도 컸는데, 부대의 4분의 1 가까이가 죽거나 다쳤다. 이에 대해 클린턴은, "그러한 손실 많은 승리는 더 이상 용납할 수 없다"는 주장을 펼쳤다.
10월, 콘월리스가 항복하기 직전에도 아놀드는 영국으로 가, 조지 저메인에게, 전쟁에 관한 그의 생각을 직접적으로 전하고 싶다는 것에 대하여 클린턴에게 허가를 요청했다. 콘월리스가 항복했다는 소식이 뉴욕에 이르자, 아놀드는 그 요청을 거듭하여, 결국 클린턴으로부터 허가를 받았다. 1781년 12월 8일, 아놀드는 가족들을 데리고 뉴욕에서 영국으로 떠났다. 아놀드는 토리당에 들어가, 저메인, 국왕 조지 3세에게 미국과의 전쟁을 재개할 것을 조언했다. 서민원 (지금의 영국 하원)에서는 에드먼드 버크가 정부에게, "모든 영국군 사관이 상관의 명령보다도 중요히 여기는 진정한 명예감이 흔들리지 않도록" 아놀드를 결코 "영국군의 대장"으로 받아들이지 않았으면 좋겠다는 자신의 뜻을 밝혔다. 이처럼 아놀드에 대한 여론이 그렇게 좋지 않았는데다가, 설상가상으로 당시 반전을 부르짖던 휘그당이 의회에서 다수의 의석을 차지해, 저메인은 사임을 강요당하고, 얼마 뒤 프레드릭 노스 내각도 무너졌다.
그 뒤 아놀드는, 클린턴의 뒤를 이어 총사령관으로 발탁되어 뉴욕으로 온 칼튼 장군과 동행할 것을 요청했으나, 해결되지 않아 실패했다. 그 후에도 아놀드는 몇년간 정부나 영국 동인도 회사에서 자리를 얻으려고 했지만 그 시도들마저도 모두 실패하여, 줄어든 연봉으로 생계를 꾸려나갈 수밖에 없게 되었다. 영국 신문은 아놀드를 비판하였는데, 애국자로 칭송받던 안드레와 자주 비교되었다. 심지어 "한심한 상인으로, 노략질을 위해 목표를 선택하고는 그 허물이 유죄로 드러나서야 그것을 그만둔 인간"이라는 심한 비난도 있었다. 존 존스턴은 동인도 회사 쪽과의 관계를 끊을 때, "저는 당신의 행동의 순수성에 만족하고 있습니다만, 대중은 못마땅하게 여기고 있습니다. 이런 때에, 이 나라의 어떤 권력도 동인도 회사에서 당신이 목표로 하는 위치에 갑자기 당신을 세워주지는 않지 않겠습니까?"라는 글을 남겼다.

### 새로운 사업의 기회

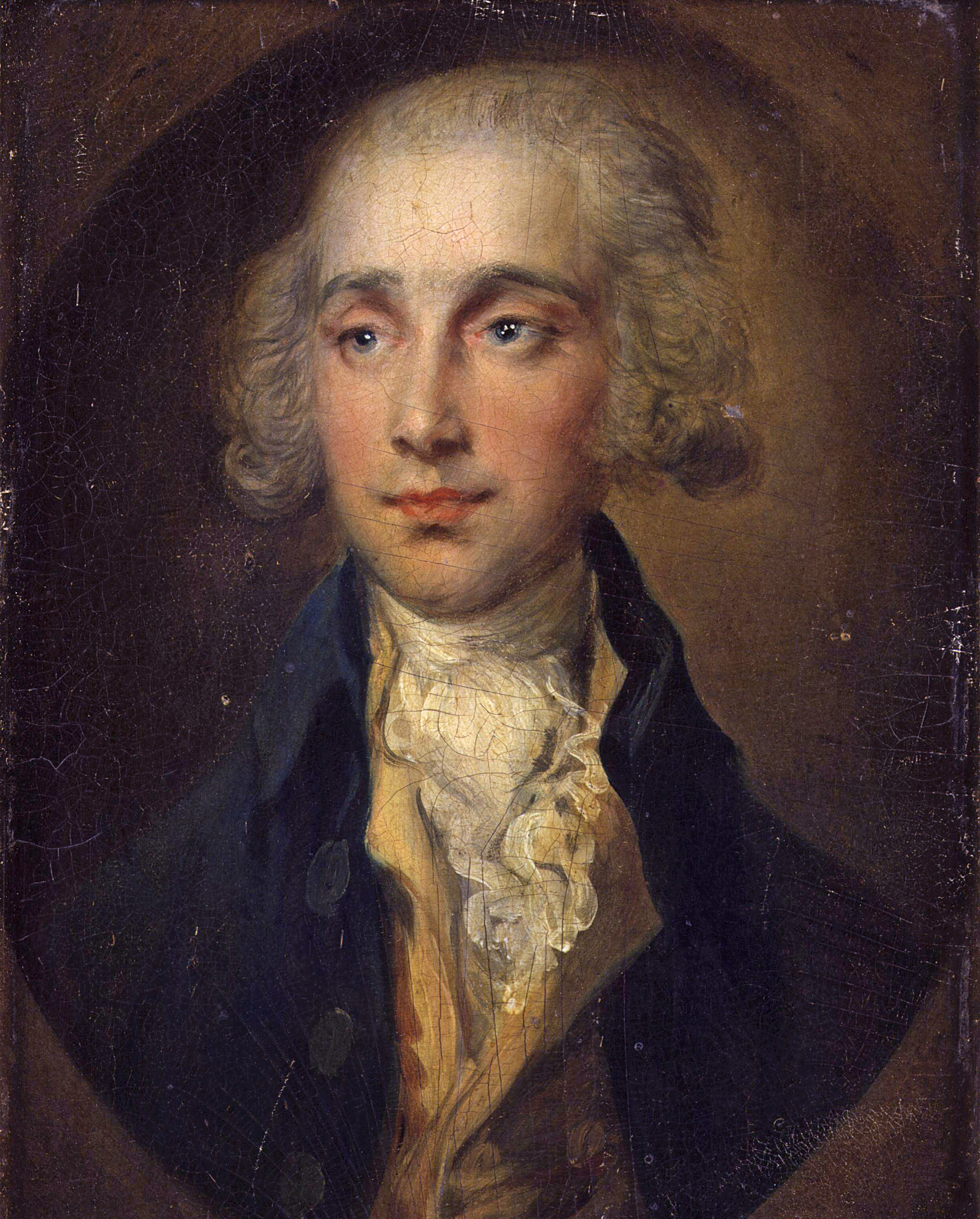
토마스 게인즈버러가 그린 로더데일 경의 초상화

1785년, 아놀드와 아들 리처드는 뉴브런즈윅 주 세인트존으로 가서, 서인도 제도와 무역을 하는 사업을 계획했다. 첫 상선 "로드 셰필드 호"가 도착할 무렵, 아놀드는 아놀드가 자신을 사칭했다고 주장하는 한 조선업자로부터 고발을 당했다. 아놀드는 계약에서 합의를 보았던 상선의 인도가 늦어지자 그 손해를 메웠을 뿐이라고 주장했다. 로드 셰필드 호가 첫 항해를 마친 뒤, 아놀드는 1786년에 가족을 세인트존슨으로 데리고 오기 위하여 런던으로 돌아갔다. 런던에 머무르는 사이, 아놀드가 런던에 없던 사이에 페기가 돈을 내지 않은 것에 대한 소송에 부딪친 것에 휘말려, 필라델피아에 살 적의 부채 12,000파운드를 해결하기 위하여 900파운드를 물어야 했다 1787년 가족과 함께 세인트존스로 이주한 뒤, 아놀드는 일련의 거래와 사소한 소송에서 큰 소동을 일으키게 되었는데, 아놀드가 이 중대한 소송에서 예전의 공동 경영자를 이긴 뒤, 마을 주민이 아놀드의 집 앞, 페기 부인과, 아놀드의 자녀들이 보는 곳에서 아놀드의 초상을 불태우는 일이 생기기도 했다. 결국 아놀드 일족은 1791년 12월에 세인트존을 떠나 런던으로 돌아왔다.
1792년 7월, 로더데일 백작이 귀족원에서 아놀드의 명예를 깎아내린 뒤, 아놀드는 백작과 결투를 벌였으나 다치지는 않았다. 그 무렵 프랑스 혁명이 일어나자, 아놀드는 사략선을 만들어, 위험성에도 불구하고 서인도 제도와의 무역을 속행했다. 아놀드는 과들루프에서 프랑스 당국에게 붙잡혀, 영국의 스파이라는 혐의를 쓰고 감옥에 갇혔지만, 수위에게 뇌물을 준 뒤에 가까스로 바다 위에 봉쇄된 상태로 있었던 영국군 함대로 탈출할 수 있었다. 그 후, 아놀드는 영국이 지배하고 있던 제도에서 민병대를 일으켜, 그 지역의 지주들로부터 찬사를 받았다. 아놀드는 이 일로 두루 존경을 받고, 새로운 자리를 얻을 수 있으리라 기대했지만, 그 대신 자신과 아들들을 위하여 어퍼캐나다 (지금의 온타리오주 렌프루 부근)에 15,000에이커 (60km2)의 토지 특허를 땄다.

## 만년과 죽음
1801년 1월, 아놀드의 병세가 나빠졌다. 1775년부터 앓고 있던 요산성 관절염 (통풍)으로 발의 상처가 도져 항해에 나갈 수 없게 되었다. 다친 발은 평상시에도 통증을 일으켜, 아놀드는 지팡이를 짚고 걸어다녀야만 했다. 의사는 부종으로 진단하여, 전원 지역을 방문하는 것으로 일시적으로 상태를 완화할 수 있었다. 같은 해 6월 16일, 환각 증상이 4일 간 이어진 끝에 아놀드는 60세를 일기로 숨을 거두었다. 아놀드는 런던의 배터시 (Battersea)에 있는 세인트메리 교회에 묻혔다가, 1세기 후 교회 개수에 따라 공동묘지로 옮겨졌다. 장례식은 "7대의 장례용 대형 사륜 마차와 4대의 의식용 마차"의 행렬로 거행되었지만, 군장식 예절은 취해지지 않았다.
아놀드가 남긴 빚은 페기가 정산했다. 그리고 아놀드의 유산을 분배하던 중, 뉴브런즈윅에 살고 있던, 아놀드의 서자인 존 세이지 (John Sage)가 일부를 물려받았다.

## 평가
미국의 독립에 대한 아놀드의 공헌은 대중 문화 속에서는 저평가를 당해왔으며, 19세기에는 "베네딕트 아놀드"라는 이름이 "배신"과 같은 말로 취급당하기도 했다. 벤저민 프랭클린은 "유다는 단지 한 사내를 팔아넘겼다지만, 아놀드는 300만명을 팔아넘겼다"는 말을 남겼으며, 알렉산더 스캐멀은 아놀드의 행동을 "지옥처럼 검은 행동"으로 표현했다.

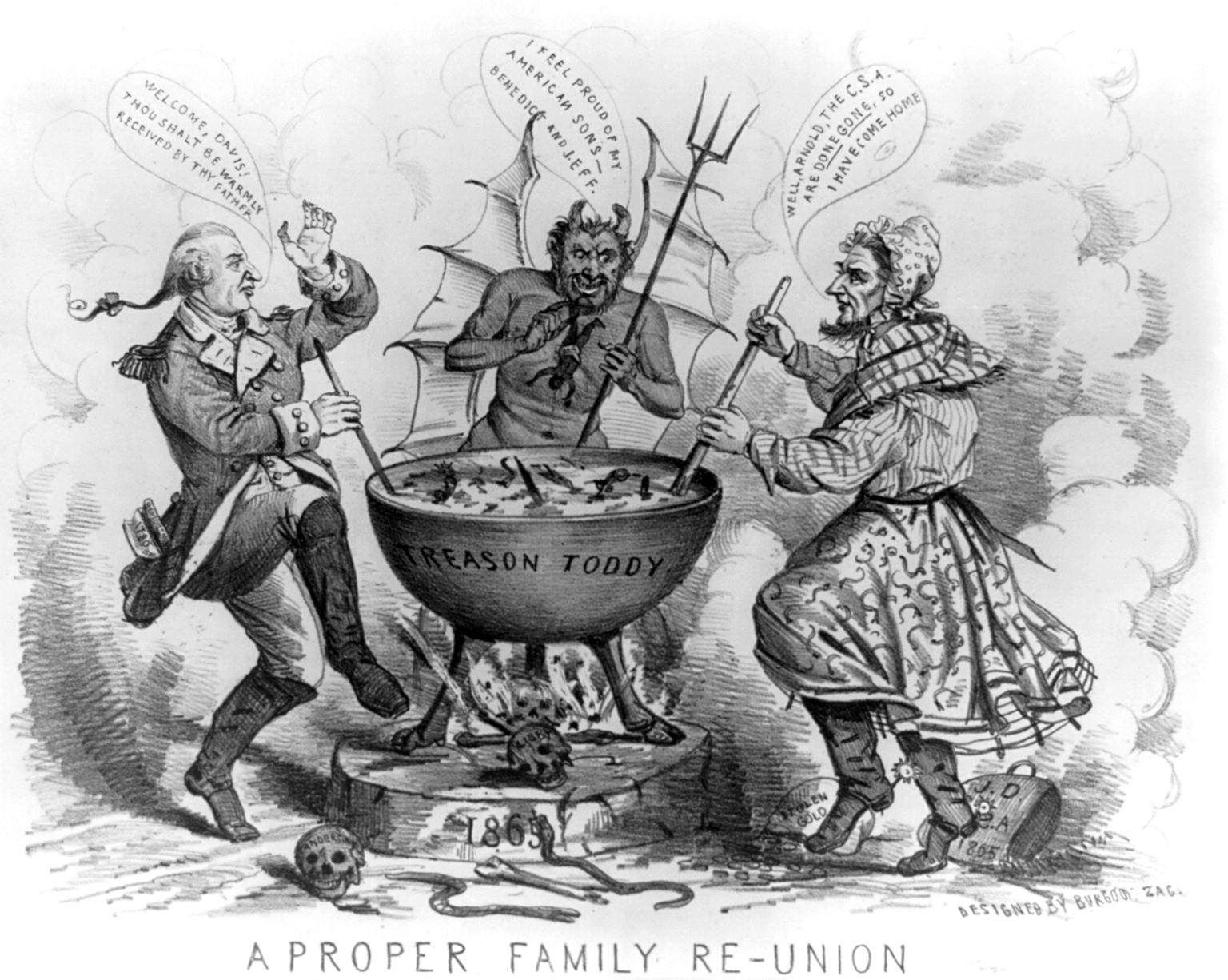
1865년에 그려진 정치 풍자 만화. 제퍼슨 데이비스와 아놀드가 지옥에 떨어진 모습이 담겨 있다.

초기의 전기 작가들은 아놀드의 모든 생애를 불성실하고, 도덕적으로 문제가 있는 것처럼 묘사했다. 아놀드를 그린 최초의 전기는 1832년에 저레드 스팍스가 펴낸 《베네딕트 아놀드의 생애와 배신》으로, 아놀드의 교활한 성격이 어린 시절의 경험으로부터 생겼다고 표현하는 등, 아놀드에 대한 냉혹한 묘사를 담고 있었다. 19세기 중반에 여러 도덕적 전기를 쓴 조지 커닝 빌은 1865년에 자신이 펴낸 아놀드의 전기의 내용을 "배신자 베네딕트, 그가 태어난 곳은…"이라는 문장으로 시작하기도 했다. 또, 브라이언 커소는, "아놀드가 배신한 이야기는 건국 이야기의 일부로서, 신화에 가까운 요소가 되어 남북 전쟁과 이어지는 당파적 항쟁이 격해지던 시기에 다시 회자되었다"는 말을 남겼다. 워싱턴 어빙은 1857년에 쓴 책 《조지 워싱턴의 생애》의 일부에서, 연방의 해체에 대한 토론의 일부를 인용하여, 독립을 이끈 뉴잉글랜드와 남부 각 주의 일체화가 웨스트포인트를 지키는 것으로 어느 정도 가능해졌다고 지적했다. 제퍼슨 데이비스 등 남부의 분리주의 세력 지도자는 아놀드와 비교당하는 것을, 은근히, 그리고 명확히 분리에 대한 생각을 배신으로 엮는 것에 대하여 불만을 드러냈다. 〈하버드 위클리〉지는 1861년, 미국의 지도자들을 "몇명의 사내들이 이 거대한 배신을 지시하고 있으며, 그 옆에서는 베네딕트 아놀드가 성인처럼 후광을 비추고 있다"는 식으로 표현한 기사를 실었다.
소설에 등장하는 아놀드도 매우 부정적으로 묘사되어 있다. 《잔혹한 소년》이라는 제목의, 도덕을 주제로 한 동화는 19세기에 사람들 사이에서 널리 읽혀졌는데, 여기에는 새의 둥지에서 알을 훔치고, 곤충의 날개를 잡아 뽑는 등 잔혹한 행동을 즐기던 한 소년이, 마침내 어른이 되어 매국노가 되었다는 내용이 담겨 있었다. 이 소년의 정체는 책의 마지막까지 명확히 설명되어 있지 않았지만, 마지막에 "이 소년은 코네티컷주 노위치에서 태어났으며, 이름은 베네딕트 아놀드이다"라는 글귀를 통해 소년의 정체를 밝혔다. 그러나 아놀드에 관한 모든 서술이 매우 부정적으로 쓰여 있던 것은 아니었다. 19세기에 만들어진 극작품 중에서는 아놀드의 거짓말을 탐구하거나, 무조건 악마처럼 묘사하기 보다는 그를 직접 탐구하고 이해하려는 목적을 담은 작품도 있었다.

## 가족
마거릿 맨스필드와의 사이에서는 세 명의 아들이 태어났다.
- 베네딕트 아놀드 6세 (1768년 ~ 1795년) - 영국군 대위, 전사함.
- 리처드 아놀드 (1769년 ~ 1847년)
- 헨리 아놀드 (1772년 ~ 1826년)

페기 시펜과의 사이에서는 네 명의 아들과 한 명의 딸이 태어났다.
- 에드워드 시펜 아놀드 (1780년 ~ 1813년) - 영국군 중위
- 제임스 로버트슨 아놀드 (1781년 ~ 1854년) - 영국군 중장
- 조지 아놀드 (1787년 ~ 1828년) - 영국군 중령
- 소필리아 마틸다 아놀드 (1785년 ~ 1828년)
- 윌리엄 피치 아놀드 (1794년 ~ 1846년) - 영국군 대위

## 유산

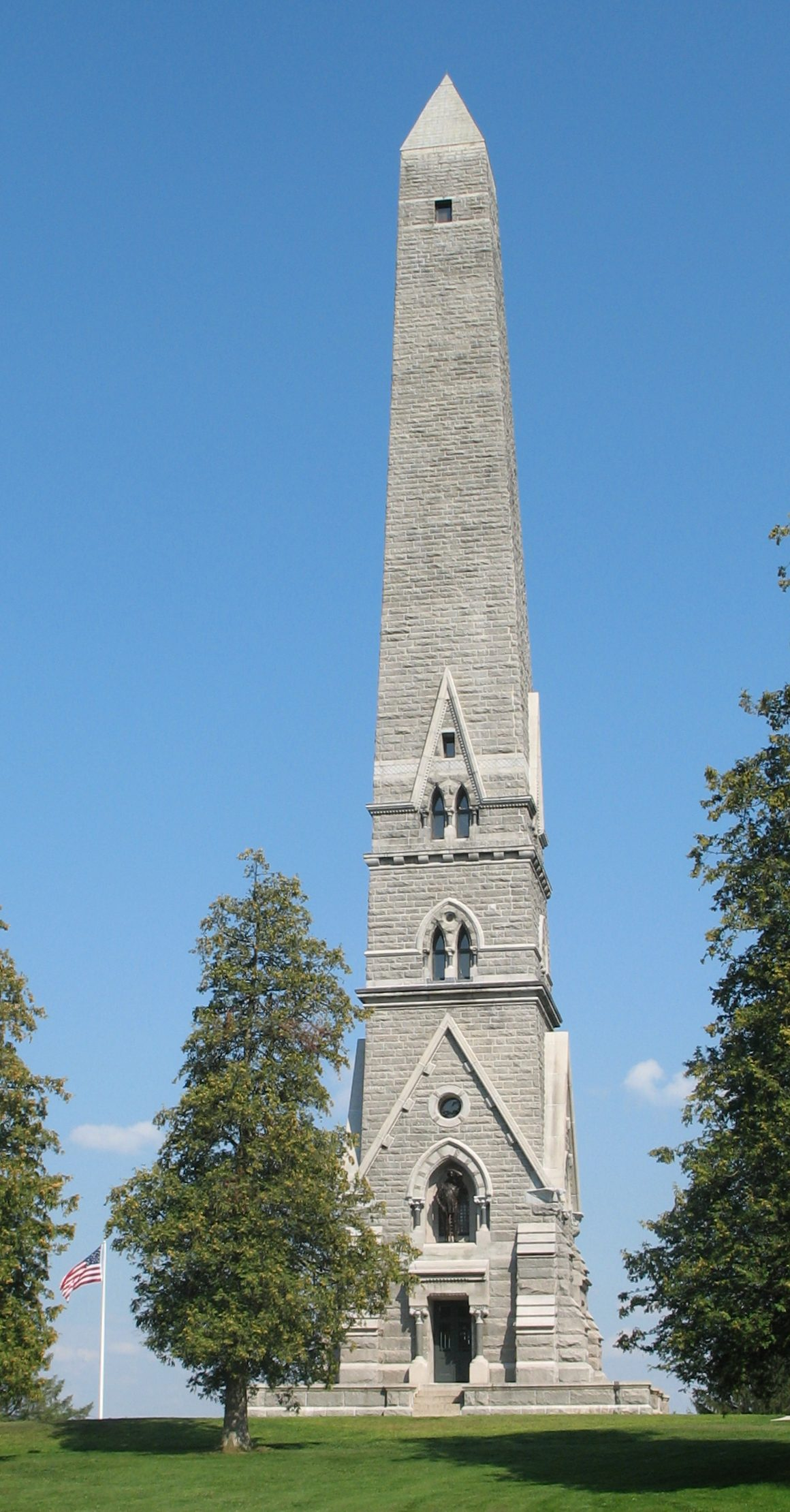
뉴욕주 빅토리의 새러토가 국립 역사 공원에 세워져 있는 새러토가 전투 기념탑

뉴욕주 새러토가 군의 새러토가 국립 역사 공원에 보존되어 있는 새러토가 전투 유적에 세워진 전승 기념비에는 새러토가 전투에서 활약한 네 명의 영웅들을 기리기 위해 파놓은 공간이 있는데, 게이츠, 스카일러와 모건의 상은 있지만, 아놀드의 상이 있어야 할 자리는 비워져있다. 또, 웨스트포인트의 육군 사관 학교의 뜰에는, 독립 전쟁에 참전한 모든 장군을 기념하는 명판이 있다. 그 중 명판 1개는 "소장"이라는 계급과 "1740년생"이라는 것만 기록되어 있다.
아놀드가 말년을 보낸, 런던 중심의 크로스타플레스 62번에 있는 집은 지금까지도 남아있으며, 아놀드를 "미국의 애국자"로 새긴 명판이 붙어 있다. 또한, 영국의 버터시에 있는 세인트메리스 교회는 아놀드가 묻혀져 있는 장소로, 1976년부터 1982년 사이에 기념 스테인드글라스 창이 생겼다.
한편, 캐나다의 뉴브런즈윅 주의 주도 프레더릭턴에 있는 뉴브런즈윅 대학의 직원 클럽에도 베네딕트 아놀드의 방이 있다. 여기에는 아놀드가 직접 쓴 편지가 액자에 끼워진 채 벽에 걸려 전시되고 있다.

## 같이 보기
- 프리메이슨 목록 (A–D)

## 참고 문헌
- Arnold, Benedict (1780년 9월 25일). “Letter, Benedict Arnold to George Washington pleading for mercy for his wife”. Library of Congress (George Washington Papers). 2007년 12월 14일에 확인함.
- Brandt, Clare (1994). 《The Man in the Mirror: A Life of Benedict Arnold》. New York: Random House. ISBN 0679401067.
- Carso, Brian F (2006). 《"Whom can we trust now?": the meaning of treason in the United States, from the Revolution through the Civil War》. Lanham, MD: Lexington Books. ISBN 9780739112564. OCLC 63692586.
- Desjardin, Thomas A (2006). 《Through a Howling Wilderness: Benedict Arnold's March to Quebec, 1775》. New York: St. Martin's Press. ISBN 0-312-33904-6.
- Fahey, Curtis (2000). “Biography of Benedict Arnold”. Dictionary of Canadian Biography Online. 2007년 12월 9일에 확인함.
- Flexner, James Thomas (1953). 《The traitor and the spy: Benedict Arnold and John Andre》. New York: Harcourt Brace. OCLC 426158.
- Hill, George Canning (1865). 《Benedict Arnold》. Philadelphia: J.B. Lippincott. OCLC 22419760.
- Johnson, Clifton (1915). “The Picturesque Hudson”. MacMillan. 2008년 12월 23일에 원본 문서에서 보존된 문서. 2009년 7월 8일에 확인함.
- Lomask, Milton (October 1967). “Benedict Arnold: The Aftermath of Treason”. American Heritage Magazine. 2008년 4월 5일에 원본 문서에서 보존된 문서. 2010년 2월 14일에 확인함.
- Lossing, Benson John (1852). 《The Pictorial Field-book of the Revolution》. Harper & Brothers.
- Martin, James Kirby (1997). 《Benedict Arnold: Revolutionary Hero (An American Warrior Reconsidered)》. New York University Press. ISBN 0-8147-5560-7. (This book is primarily about Arnold's service on the American side in the Revolution, giving overviews of the periods before the war and after he changes sides.)
- Morrissey, Brendan (2000). 《Saratoga 1777: Turning Point of a Revolution》. Oxford: Osprey Publishing. ISBN 9781855328624.
- Murphy, Jim (2007). 《The Real Benedict Arnold》. New York: Houghton Mifflin Harcourt. ISBN 9780395776094. OCLC 85018164. 2009년 4월 1일에 확인함.
- Nelson, James L. (2006). 《Benedict Arnold's Navy: The Ragtag Fleet that Lost the Battle of Lake Champlain But Won the American Revolution》. Camden, Maine: McGraw-Hill Professional. ISBN 9780071468060.
- New England Historic Genealogical Society (1996). 《The New England Register 1880》. Heritage Books. ISBN 9780788404313. OCLC 0788404318.
- Price, Richard (1984). 《John Lothropp: A Puritan Biography And Genealogy》. Salt Lake City.
- Randall, Willard Sterne (1990). 《Benedict Arnold: Patriot and Traitor》. William Morrow and Inc. ISBN 1-55710-034-90 |isbn= 값 확인 필요: length (도움말). This book is a comprehensive biography, and goes into great detail about Arnold's part in military operations in Quebec, as well as much of the behind-the-scenes political and military wrangling and infighting that occurred prior to his defection. It also includes detailed accounts of his negotiations with Andre and Clinton.
- Roth, Philip A. (1995 (first published 1927)). 《Masonry in the Formation of Our Government 1761-1799》. Kessinger Publishing. ISBN 9781564595270. OCLC 48996481. 2009년 4월 1일에 확인함. [깨진 링크(과거 내용 찾기)]
- Smith, Justin Harvey (1903). 《Arnold's March from Cambridge to Quebec》. New York: G. P. Putnams Sons. OCLC 1013608. This book includes a reprint of Arnold's diary of his march.
- Smith, Justin Harvey (1907). 《Our Struggle for the Fourteenth Colony: Canada, and the American Revolution, Volume 1》. New York: G.P. Putnam's Sons. OCLC 259236.
- Wilson, Barry K (2001). 《Benedict Arnold: A Traitor in Our Midst》. McGill Queens Press. ISBN 077352150X. This book is about Arnold's time in Canada both before and after his treachery.
- “Blue and Green Plaques”. The Portman Estate. 2009년 10월 26일에 원본 문서에서 보존된 문서. 2009년 5월 23일에 확인함.
- “Edward Shippen (1729-1806)”. University of Pennsylvania. 2010년 6월 13일에 원본 문서에서 보존된 문서. 2009년 7월 8일에 확인함.
- 《Roget's 21st Century Thesaurus, Third Edition》. 《"traitor"》 (Philip Lief Group). 2008. 2013년 1월 4일에 원본 문서에서 보존된 문서. 2009년 6월 4일에 확인함.
- “Saratoga National Historical Park - Activities”. National Park Service. 2009년 7월 9일에 확인함.
- “Saratoga National Historical Park - Tour Stop 7”. National Park Service. 2009년 6월 23일에 확인함.
- 《Vital Records of Norwich, 1659-1848》. Norwich, CT: Hartford: Society of Colonial Wars in the State of Connecticut. 1913. 153쪽. OCLC 1850353. 2008년 1월 25일에 확인함.